# Список птахів Німеччини
Список птахів Німеччини — перелік видів птахів, які були зареєстровані в дикому стані у Німеччині. Цей список ґрунтується на офіційному списку Club 300 (німецька асоціація бірдвотчерів). Він містить лише види, ідентифікація яких була визнана компетентними орнітологічними комітетами (наприклад, Німецькою авіфауністичною комісією (DAK) або відповідними установами на державному рівні). Станом на жовтень 2022 року зафіксовано 554 види, що зареєстровані в Німеччині.
Таксономічна обробка цього списку (позначення та послідовність рядів, родин і видів) і номенклатура (наукові назви) ґрунтується на «Контрольному списку птахів світу Клементса», видання 2022 року. Німецькі назви належать Club 300.

## Позначки
Теги, що використовуються для виділення охоронного статусу кожного виду за оцінками МСОП:
| EX | Extinct               | Зниклий                          |
| CR | Critically Endangered | Перебуває під критичною загрозою |
| EN | Endangered            | Перебуває під загрозою           |
| VU | Vulnerable            | Уразливий                        |
| NT | Near Threatened       | Близький до загрозливого стану   |
| LC | Least Concern         | У найменшій загрозі              |
| DD | Data Deficient        | Відомості недостатні             |
| NE | Not Evaluated         | Види з недослідженим статусом    |

## Ряд Куроподібні (Galliformes)
Широко поширений ряд птахів. У куроподібних міцні лапи, пристосовані для швидкого бігу і риття землі. Літати вміють не всі курячі та, в кращому випадку, лише на невеликі відстані. Відомо близько 250 видів, з них у фауні Німеччини зареєстровано 8 видів.

### Родина Фазанові (Phasianidae)
| Українська назва               | Німецька назва  | Латинська назва     | Автор таксона   | Статус МСОП | Поширення у Німеччині                                                                                            | Зображення |
| Ряд: Куроподібні (Galliformes) |                 |                     |                 |             | |            |
| Родина: Фазанові (Phasianidae) |                 |                     |                 |             | |            |
| Орябок                         | Haselhuhn       | Tetrastes bonasia   | Linnaeus, 1758  | LC          | 2000-4000 пар живе в районі національних парків Баварський ліс і Богемський ліс та прилеглих лісових масивів.    |            |
| Глушець                        | Auerhuhn        | Tetrao urogallus    | Linnaeus, 1758  | LC          | у гірських районах Берхтесгаденській землі, у Шварцвальді, у Баварському лісі та на Фіхтельгебірге, 750-1200 пар |            |
| Тетерук                        | Birkhuhn        | Tetrao tetrix       | Linnaeus, 1758  | LC          | фрагментарно по всій країні, найчисельніший в Альпах                                                             |            |
| Куріпка тундрова               | Alpenschneehuhn | Lagopus muta        | Montin, 1781    | LC          | в Альпах |            |
| Кеклик червононогий            | Steinhuhn       | Alectoris graeca    | (Meisner, 1804) | LC          | Альгейські Альпи, Баварські Альпи                                                                                |            |
| Куріпка сіра                   | Rebhuhn         | Perdix perdix       | Linnaeus, 1758  | LC          | досить поширений                                                                                                 |            |
| Перепілка звичайна             | Wachtel         | Coturnix coturnix   | Linnaeus, 1758  | LC          | досить поширений                                                                                                 |            |
| Фазан звичайний                | Jagdfasan       | Phasianus colchicus | Linnaeus, 1758  | LC          | інтродукований на мисливські угіддя                                                                              |            |

## Ряд Гусеподібні (Anseriformes)
Ряд включає лебедів, гусей та качок. Представники ряду мають перетинчасті лапи, вони пристосовані до водного способу життя. Ряд містить близько 170 видів, з них на території країни трапляється 53 види.

### Родина Качкові (Anatidae)
| Українська назва                | Німецька назва        | Латинська назва             | Автор таксона     | Статус МСОП | Поширення у Німеччині | Зображення |
| Ряд: Гусеподібні (Anseriformes) |                       |                             |                   |             | |            |
| Родина: Качкові (Anatidae)      |                       |                             |                   |             | |            |
| Казарка чорна                   | Ringelgans            | Branta bernicla             | Linnaeus, 1758    | LC          | зимовий гість на узбережжі Північного моря |            |
| Казарка червоновола             | Rothalsgans           | Branta ruficollis           | Pallas, 1769      | VU          | рідкісний залітний з Сибіру |            |
| Казарка канадська               | Kanadagans            | Branta canadensis           | (Linnaeus, 1758)  | LC          | на півночі країні, трапляється як мігрант з 1950-х, з 1970-х почав гніздитися, у 2005 році зафіксовано 1500 гніздувань                                                                                       |            |
| Казарка білощока                | Weißwangengans        | Branta leucopsis            | (Linnaeus, 1758)  | LC          | трапляється на зимівлі на Балтійському морі, гніздиться у Шлезвіг-Гольштейні та Нижній Саксонії |            |
| Гуска гірська                   | Streifengans          | Anser indicus               | (Latham, 1790)    | LC          | інтродукований у Шлезвіг-Гольштейні |            |
| Гуска сіра                      | Graugans              | Anser anser                 | Latham, 1790      | LC          | звичайний поширений вид |            |
| Гуменник                        | Waldsaatgans          | Anser fabalis               | Latham, 1787      | LC          | зимує на балтійському узбережжі |            |
| Гуменник короткодзьобий         | Kurzschnabelgans      | Anser brachyrhynchus        | Baillon, 1834     | LC          | зимує на морському узбережжі |            |
| Гуменник тундровий              | Tundrasaatgans        | Anser serrirostris          | Gould, 1852       | LC          | трапляється на зимівлі |            |
| Гуска білолоба                  | Blässgans             | Anser albifrons             | Scopoli, 1769     | LC          | зимує у землях Мекленбург-Передня Померанія, Бранденбург, Нижня Саксонія |            |
| Гуска мала                      | Zwerggans             | Anser erythropus            | Linnaeus, 1758    | VU          | бродяга |            |
| Лебідь-шипун                    | Höckerschwan          | Cygnus olor                 | Gmelin, 1789      | LC          | звичайний осілий вид |            |
| Лебідь американський            | Zwergschwan           | Cygnus columbianus          | Ord, 1815         | LC          | зимує на узбережжі Північного моря |            |
| Лебідь-кликун                   | Singschwan            | Cygnus cygnus               | Linnaeus, 1758    | LC          | зимує на півночі країни, щороку фіксується близько 20 гніздувань |            |
| Каргарка нільська               | Nilgans               | Alopochen aegyptiaca        | (Linnaeus, 1766)  | LC          | інтродукований |            |
| Галагаз звичайний               | Brandgans             | Tadorna tadorna             | Linnaeus, 1758    | LC          | гніздиться в прибережній зоні та на островах Північного моря та західній частині Балтійського моря, існують регулярні випадки розмноження всередині країни                                                   |            |
| Огар                            | Rostgans              | Tadorna ferruginea          | Pallas, 1764      | LC          | |            |
| Мандаринка                      | Mandarinente          | Aix galericulata            | (Linnaeus, 1758)  | LC          | інтродукований |            |
| Чирянка велика                  | Knäkente              | Anas querquedula            | Linnaeus, 1758    | LC          | Повсюдно |            |
| Чирянка блакитнокрила           | Blauflügelente        | Spatula discors             | Linnaeus, 1766    | LC          | рідкісний залітний з Америки |            |
| Широконіска північна            | Löffelente            | Anas clypeata               | Linnaeus, 1758    | LC          | досить поширений |            |
| Нерозень                        | Schnatterente         | Anas strepera               | Linnaeus, 1758    | LC          | регулярно гніздиться на півночі країни |            |
| Свищ                            | Pfeifente             | Anas penelope               | Linnaeus, 1758    | LC          | численний під час міграцій, відомі поодинокі гніздування |            |
| Свищ американський              | Kanadapfeifente       | Anas americana              | (Gmelin, 1789)    | LC          | рідкісний залітний |            |
| Крижень                         | Stockente             | Anas platyrhynchos          | Linnaeus, 1758    | LC          | численний осілий птах |            |
| Шилохвіст                       | Spießente             | Anas acuta                  | Linnaeus, 1758    | LC          | |            |
| Чирянка мала                    | Krickente             | Anas crecca                 | Linnaeus, 1758    | LC          | по всій країні цілорічно |            |
| Чирянка американська            | Carolinakrickente     | Anas carolinensis           | Gmelin, 1789      | LC          | залітний з Америки |            |
| Чирянка вузькодзьоба            | Marmelente            | Marmaronetta angustirostris | Райхенбах, 1853   | VU          | |            |
| Чернь червонодзьоба             | Kolbenente            | Netta rufina                | Pallas, 1773      | LC          | гніздиться у Шлезвіг-Гольштейні, Мекленбурзі та в районах південних Моравських ставків. нараховують 420-540 гніздових пар.                                                                                   |            |
| Попелюх                         | Tafelente             | Aythya ferina               | Linnaeus, 1758    | LC          | гніздиться по всій країні, у деяких місцях осілий. У Німеччині налічується від 4500 до 7500 гніздових пар |            |
| Чернь білоока                   | Moorente              | Aythya nyroca               | Güldenstädt, 1770 | NT          | трапляється під час міграцій, з 1999 року він знову гніздиться в саксонсько-бранденбурзькій прикордонній зоні та на Боденському озері (2-9 гніздових пар), з 2010 року в землі Мекленбург-Передня Померанія. |            |
| Чернь канадська                 | Ringschnabelente      | Aythya collaris             | Donovan, 1809     | LC          | рідкісний мігрант, у Німеччині його спостерігали загалом 22 рази між 1977 і 1997 роками |            |
| Чернь чубата                    | Reiherente            | Aythya fuligula             | Linnaeus, 1758    | NT          | досить поширений |            |
| Чернь морська                   | Bergente              | Aythya marila               | Linnaeus, 1758    | LC          | зимує на морському узбережжі, є поодинокі гніздування у Шлезвіг-Гольштейні |            |
| Чернь морська                   | Kanadabergente        | Aythya affinis              | (Eyton, 1838)     | LC          | рідкісний залітний |            |
| Пухівка мала                    | Scheckente            | Polysticta stelleri         | Pallas, 1769      | VU          | рідкісний залітний птах |            |
| Пухівка горбатодзьоба           | Prachteiderente       | Somateria spectabilis       | (Linnaeus, 1758)  | LC          | рідкісний залітний на узбережжі Північного та Балтійського морів |            |
| Гага звичайна                   | Eiderente             | Somateria mollissima        | Linnaeus, 1758    | LC          | на зимівлі |            |
| Каменярка                       | Kragenente            | Histrionicus histrionicus   | (Linnaeus, 1758)  | LC          | рідкісний залітний, зареєстрований як дикий птах лише до 1950 р., походження тварин, виявлених з 1950 року, невідоме                                                                                         |            |
| Турпан білолобий                | Brillenente           | Melanitta perspicillata     | (Linnaeus, 1758)  | LC          | залітний з Америки |            |
| Турпан                          | Samtente              | Melanitta fusca             | Linnaeus, 1758    | LC          | зимує на морському узбережжі |            |
| Турпан азійський                | Kamtschatkasamtente   | Melanitta stejnegeri        | (Ridgway, 1887)   | LC          | єдине спостереження у 2017 році на північний захід від Рюгена |            |
| Синьга                          | Trauerente            | Melanitta nigra             | Linnaeus, 1758    | LC          | зимує на узбережжі Північного і Балтійського морів |            |
| Синьга американська             | Pazifiktrauerente     | Melanitta americana         | (Swainson, 1832)  | NT          | рідкісний залітний з Америки |            |
| Морянка                         | Eisente               | Clangula hyemalis           | Linnaeus, 1758    | VU          | на зимівлі на узбережжі Балтійського моря |            |
| Гоголь                          | Schellente            | Bucephala clangula          | Linnaeus, 1758    | LC          | фрагментарно |            |
| Гоголь ісландський              | Spatelente            | Bucephala islandica         | Gmelin, 1789      | LC          | дикий птах зареєстрований у 1853 році |            |
| Крех малий                      | Zwergsäger            | Mergellus albellus          | Linnaeus, 1758    | LC          | на зимівлі |            |
| Крех великий                    | Gänsesäger            | Mergus merganser            | Linnaeus, 1758    | LC          | спорадично гніздиться до 1000 пар |            |
| Крех середній                   | Mittelsäger           | Mergus serrator             | Linnaeus, 1758    | LC          | має фрагментарний гніздовий ареал, зимує на морському узбережжі |            |
| Савка американська              | Schwarzkopf-Ruderente | Oxyura jamaicensis          | Gmelin, 1789      | LC          | інтродукований інвазійний вид |            |
| Савка білоголова                | Weißkopf-Ruderente    | Oxyura leucocephala         | Gmelin, 1789      | EN          | рідкісний залітний |            |

## Ряд Дрімлюгоподібні (Caprimulgiformes)
Дрімлюги — це середні нічні птахи, які зазвичай гніздяться на землі. У них є довгі крила, короткі ноги і дуже короткі дзьоби. Відомо 86 видів дрімлюг, з яких два види поширені у Німеччині.

### Родина Дрімлюгові (Caprimulgidae)
| Українська назва                        | Німецька назва         | Латинська назва       | Автор таксона           | Статус МСОП | Поширення у Німеччині                                 | Зображення |
| Ряд: Дрімлюгоподібні (Caprimulgiformes) |                        |                       |                         |             |                                                       |            |
| Родина: Дрімлюгові (Caprimulgidae)      |                        |                       |                         |             |                                                       |            |
| Дрімлюга звичайний                      | Ziegenmelker           | Caprimulgus europaeus | Linnaeus, 1758          | LC          | гніздовий птах з неоднозначним поширенням, перелітний |            |
| Дрімлюга буланий                        | Pharaonen-Ziegenmelker | Caprimulgus aegyptius | Lichtenstein, MHC, 1823 | LC          | рідкісний залітний                                    |            |

## Ряд Серпокрильцеподібні (Apodiformes)
Відомо 341 вид серпокрильцеподібних, з них у Німеччині спостерігалося 5 видів.

### Родина Серпокрильцеві (Apodidae)
| Українська назва                       | Німецька назва | Латинська назва    | Автор таксона      | Статус МСОП | Поширення у Німеччині                                                          | Зображення |
| Ряд: Серпокрильцеподібні (Apodiformes) |                |                    |                    |             |                                                                                |            |
| Родина: Серпокрильцеві (Apodidae)      |                |                    |                    |             |                                                                                |            |
| Серпокрилець білочеревий               | Alpensegler    | Tachymarptis melba | Linnaeus, 1758     | LC          | гніздиться у Баден-Вюртемберзі (північна межа ареалу), понад 130 гніздових пар |            |
| Серпокрилець чорний                    | Mauersegler    | Apus apus          | Linnaeus, 1758     | LC          | повсюдно                                                                       |            |
| Серпокрилець блідий                    | Fahlsegler     | Apus pallidus      | Shelley, 1870      | LC          | рідкісний залітний з Південної Європи                                          |            |
| Серпокрилець блідий                    | Pazifiksegler  | Apus pacificus     | (Latham, 1801)     | LC          | рідкісний залітний                                                             |            |
| Серпокрилець малий                     | Haussegler     | Apus affinis       | (J. E. Gray, 1830) | LC          | рідкісний залітний з Африки                                                    |            |

## Ряд Дрохвоподібні (Otidiformes)
Великі, міцні птахи відкритих рівнин з довгими ногами, шиєю та сильними ногами. В країні зареєстровано три види.

### Родина Дрохвові (Otididae)
| Українська назва                 | Німецька назва      | Латинська назва        | Автор таксона  | Статус МСОП | Поширення у Німеччині                                                                                                  | Зображення |
| Ряд: Дрохвоподібні (Otidiformes) |                     |                        |                |             | |            |
| Родина: Дрохвові (Otididae)      |                     |                        |                |             | |            |
| Дрохва євразійська               | Großtrappe          | Otis tarda             | Linnaeus, 1758 | VU          | у Німеччині чисельність дрохви в трьох районах її розмноження зросла з 55 птахів у 1997 році до 347 дрохв у 2021 році. |            |
| Джек східний                     | Steppenkragentrappe | Chlamydotis macqueenii | (Gray, 1834)   | VU          | рідкісний бродяга |            |
| Хохітва                          | Zwergtrappe         | Tetrax tetrax          | Linnaeus, 1758 | NT          | розмножуватися в Ельзасі до 1980-х років, зараз рідкісний бродяга                                                      |            |

## Ряд Зозулеподібні (Cuculiformes)
Це птахи середнього розміру з тонкими тілами, довгими хвостами і сильними ногами. У зозуль відомий гніздовий паразитизм. Відомо 138 видів, з них у Німеччині — 3 види.

### Родина Зозулеві (Cuculidae)
| Українська назва                  | Німецька назва         | Латинська назва          | Автор таксона  | Статус МСОП | Поширення у Німеччині                | Зображення |
| Ряд: Зозулеподібні (Cuculiformes) |                        |                          |                |             |                                      |            |
| Родина: Зозулеві (Cuculidae)      |                        |                          |                |             |                                      |            |
| Зозуля чубата                     | Häherkuckuck           | Clamator glandarius      | Linnaeus, 1758 | LC          | рідкісний бродяга з Північної Африки |            |
| Кукліло чорнодзьобий              | Schwarzschnabelkuckuck | Coccyzus erythropthalmus | (Wilson, 1811) | LC          | рідкісний бродяга з Америки          |            |
| Зозуля звичайна                   | Kuckuck                | Cuculus canorus          | Linnaeus, 1758 | LC          | повсюдно влітку                      |            |

## Ряд Рябкоподібні (Pterocliformes)
Поширені в посушливих степах і напівпустелях Євразії і Африки. Представники цього ряду дуже схожі між собою за зовнішнім виглядом та поведінкою. Є об'єктом полювання. Відомо 16 видів, з яких 2 види спостерігалися у Німеччині.

#### Родина Рябкові (Pteroclidae)
| Українська назва                   | Німецька назва  | Латинська назва      | Автор таксона    | Статус МСОП | Поширення у Німеччині   | Зображення |
| Ряд: Рябкоподібні (Pterocliformes) |                 |                      |                  |             |                         |            |
| Родина: Рябкові (Pteroclidae)      |                 |                      |                  |             |                         |            |
| Саджа звичайна                     | Steppenflughuhn | Syrrhaptes paradoxus | Pallas, 1773     | LC          | Рідкісний залітний птах |            |
| Рябок чорночеревий                 | Sandflughuhn    | Pterocles orientalis | (Linnaeus, 1758) | LC          | Рідкісний залітний птах |            |

## Ряд Голубоподібні (Columbiformes)
Голуби — це дрібні птахи із міцною тілобудовою та короткою шиєю. Харчуються насінням, плодами. Відомо 344 види, з них на території Німеччини трапляються 7 видів.

### Родина Голубові (Columbidae)
| Українська назва                   | Німецька назва    | Латинська назва         | Автор таксона     | Статус МСОП | Поширення у Німеччині                                           | Зображення |
| Ряд: Голубоподібні (Columbiformes) |                   |                         |                   |             |                                                                 |            |
| Родина: Голубові (Columbidae)      |                   |                         |                   |             |                                                                 |            |
| Голуб сизий                        | Straßentaube      | Columba livia           | Gmelin, 1789      | LC          | досить поширений у містах                                       |            |
| Голуб-синяк                        | Hohltaube         | Columba oenas           | Linnaeus, 1758    | LC          | по всій країні                                                  |            |
| Припутень                          | Ringeltaube       | Columba palumbus        | Linnaeus, 1758    | LC          | досить поширений гніздовий птах, в урбанізованих районах осілий |            |
| Горлиця звичайна                   | Turteltaube       | Streptopelia turtur     | Linnaeus, 1758    | LC          | досить поширений                                                |            |
| Горлиця велика                     | Orientturteltaube | Streptopelia orientalis | Latham, 1790      | LC          | рідкісний залітний                                              |            |
| Горлиця садова                     | Türkentaube       | Streptopelia decaocto   | Frivaldszky, 1838 | NT          | досить поширений, вперше зареєстрований у 1949 році             |            |
| Зенаїда північна                   | Carolinataube     | Zenaida macroura        | (Linnaeus, 1758)  | LC          | рідкісний залітний                                              |            |

## Ряд Журавлеподібні (Gruiformes)
Великий ряд різноманітних за зовнішнім виглядом, особливостями внутрішньої будови і способу життя птахів. Переважно болотні і наземні птахи, рідше ті, що гніздяться на деревах. Відомо близько 190 видів, з них у фауні Німеччині спостерігалося 13 видів.

### Родина Пастушкові (Rallidae)
| Українська назва                 | Німецька назва      | Латинська назва         | Автор таксона  | Статус МСОП | Поширення у Німеччині                                                                   | Зображення |
| Ряд: Журавлеподібні (Gruiformes) |                     |                         |                |             |                                                                                         |            |
| Родина: Пастушкові (Rallidae)    |                     |                         |                |             |                                                                                         |            |
| Пастушок                         | Wasserralle         | Rallus aquaticus        | Linnaeus, 1758 | LC          | по всій країні                                                                          |            |
| Деркач                           | Wachtelkönig        | Crex crex               | Linnaeus, 1758 | LC          | майже по всій країні                                                                    |            |
| Погонич звичайний                | Tüpfelsumpfhuhn     | Porzana porzana         | Linnaeus, 1766 | LC          | фрагментарно по всій країні, відомо 1000-1500 пар                                       |            |
| Погонич малий                    | Kleinsumpfhuhn      | Zapornia parva          | Scopoli, 1769  | LC          | відомі нечисленні гніздування, переважно в північно-східній частині країни              |            |
| Погонич малий                    | Zwergsumpfhuhn      | Zapornia pusilla        | (Pallas, 1776) | LC          | розмножується у в Гессені та Мекленбурзі, в інших землях поодинокі рідкісні гніздування |            |
| Султанка пурпурова               | Purpurhuhn          | Porphyrio porphyrio     | Linnaeus, 1758 | LC          | рідкісний бродяга                                                                       |            |
| Султанка сіроголова              | Graukopf-Purpurhuhn | Porphyrio poliocephalus | (Latham, 1801) | LC          | рідкісний бродяга                                                                       |            |
| Султанка африканська             | Bronzesultanshuhn   | Porphyrio alleni        | Thomson, 1842  | LC          | рідкісний залітний з Африки                                                             |            |
| Курочка водяна                   | Teichhuhn           | Gallinula chloropus     | Linnaeus, 1758 | LC          | досить поширений                                                                        |            |
| Лиска                            | Blässhuhn           | Fulica atra             | Linnaeus, 1758 | LC          | досить поширений                                                                        |            |

### Родина Журавлеві (Gruidae)
| Українська назва                 | Німецька назва  | Латинська назва     | Автор таксона  | Статус МСОП | Поширення у Німеччині | Зображення |
| Ряд: Журавлеподібні (Gruiformes) |                 |                     |                |             | |            |
| Родина: Журавлеві (Gruidae)      |                 |                     |                |             | |            |
| Журавель канадський              | Kanadakranich   | Antigone canadensis | Linnaeus, 1758 | LC          | рідкісний бродяга |            |
| Журавель сірий                   | Kranich         | Grus grus           | Linnaeus, 1758 | LC          | розмножується на сході країни, річки Везер та Аллер є західною межею гніздового ареалу виду, численний під час сезонних міграцій |            |
| Журавель степовий                | Jungfernkranich | Grus virgo          | Linnaeus, 1758 | LC          | розмножується на сході країни, річки Везер та Аллер є західною межею гніздового ареалу виду, численний під час сезонних міграцій |            |

## Ряд Пірникозоподібні (Podicipediformes)
Пірникози — це малих і середніх великих прісноводні пірнаючі птахи. Вони мають перетинчасті пальці і є чудовими плавцями і пірнальниками. Проте, їхні ноги розміщені далеко позаду тіла, що робить їх досить незграбними на суші. Відомо 20 видів пірникоз, з них 6 видів трапляються у Німеччині.

### Родина Пірникозові (Podicipedidae)
| Українська назва                         | Німецька назва     | Латинська назва      | Автор таксона  | Статус МСОП | Поширення у Німеччині | Зображення |
| Ряд: Пірникозоподібні (Podicipediformes) |                    |                      |                |             | |            |
| Родина: Пірникозові (Podicipedidae)      |                    |                      |                |             | |            |
| Пірникоза мала                           | Zwergtaucher       | Podiceps ruficollis  | Pallas, 1764   | LC          | досить поширений по всій країні, чисельність від 6400 до 8000 птахів                                                                                          |            |
| Пірникоза рябодзьоба                     | Bindentaucher      | Podilymbus podiceps  | Linnaeus, 1758 | LC          | рідкісний залітний птах з Америки |            |
| Пірникоза сірощока                       | Rothalstaucher     | Podiceps grisegena   | Boddaert, 1783 | LC          | західна межа гніздового ареалу проходить приблизно вздовж Ельби, від 1500 до 2600 пар гніздяться в Німеччині, численний вздовж морського узбережжя на зимівлі |            |
| Пірникоза велика                         | Haubentaucher      | Podiceps cristatus   | Linnaeus, 1758 | LC          | широко поширений на водоймах, зимує на великих озерах |            |
| Пірникоза червоношия                     | Ohrentaucher       | Podiceps auritus     | Boddaert, 1783 | VU          | рідкісні поодинокі гніздування у Шлезвіг-Гольштейні, зимує на узбережжі                                                                                       |            |
| Пірникоза чорношия                       | Schwarzhalstaucher | Podiceps nigricollis | Brehm, 1831    | LC          | гніздиться у внутрішніх водоймах, зимує на узбережжі |            |

## Ряд Фламінгоподібні (Phoenicopteriformes)
Фламінго це стадні болотні птахи. Живляться молюсками та водоростями, фільтруючи їх із мулу. Відомо 6 видів фламінго, з яких у Німеччині спостерігається один вид.

### Родина Фламінгові (Phoenicopteridae)
| Українська назва                           | Німецька назва | Латинська назва       | Автор таксона | Статус МСОП | Поширення у Німеччині | Зображення |
| Ряд: Фламінгоподібні (Phoenicopteriformes) |                |                       |               |             | |            |
| Родина: Фламінгові (Phoenicopteridae)      |                |                       |               |             | |            |
| Фламінго рожевий                           | Rosenflamingo  | Phoenicopterus roseus | Pallas, 1811  | LC          | з 1986 року розмножується на озері Цвільброкер-Венн на кордоні з Нідерландами, колонія налічує до 60 птахів; це найпівнічніша гніздова колонія фламінго |            |

## Ряд Сивкоподібні (Charadriiformes)
Один з найбільших рядів водних і навколоводних птахів, поширених у всьому світі, що значно розрізняються як морфологічно, так і поведінковими характеристиками. Відомо 343 види, з них 116 видів трапляються у Німеччині.

### Родина Лежневі (Burhinidae)
| Українська назва                    | Німецька назва | Латинська назва     | Автор таксона  | Статус МСОП | Поширення у Німеччині         | Зображення |
| Ряд: Сивкоподібні (Charadriiformes) |                |                     |                |             |                               |            |
| Родина: Лежневі (Burhinidae)        |                |                     |                |             |                               |            |
| Лежень                              | Triel          | Burhinus oedicnemus | Linnaeus, 1758 | LC          | бродяга, раніше розмножувався |            |

### Родина Кулики-сороки (Haematopodidae)
| Українська назва                       | Німецька назва | Латинська назва       | Автор таксона  | Статус МСОП | Поширення у Німеччині                                  | Зображення |
| Ряд: Сивкоподібні (Charadriiformes)    |                |                       |                |             |                                                        |            |
| Родина: Кулики-сороки (Haematopodidae) |                |                       |                |             |                                                        |            |
| Кулик-сорока                           | Austernfischer | Haematopus ostralegus | Linnaeus, 1758 | NT          | розмножується на півночі країни, зимує у Ватовому морі |            |

### Родина Чоботарові (Recurvirostridae)
| Українська назва                      | Німецька назва | Латинська назва        | Автор таксона  | Статус МСОП | Поширення у Німеччині                                                                            | Зображення |
| Ряд: Сивкоподібні (Charadriiformes)   |                |                        |                |             |                                                                                                  |            |
| Родина: Чоботарові (Recurvirostridae) |                |                        |                |             |                                                                                                  |            |
| Чоботар                               | Säbelschnäbler | Recurvirostra avosetta | Linnaeus, 1758 | LC          | гніздиться вздовж морського узбережжя, найбільше у Ваттовому морі, де ромножується до 11 тис пар |            |
| Кулик-довгоніг                        | Stelzenläufer  | Himantopus himantopus  | Linnaeus, 1758 | LC          | гніздиться на півдні країни                                                                      |            |

### Родина Сивкові (Charadriidae)
| Українська назва                    | Німецька назва          | Латинська назва          | Автор таксона             | Статус МСОП | Поширення у Німеччині | Зображення |
| Ряд: Сивкоподібні (Charadriiformes) |                         |                          |                           |             | |            |
| Родина: Сивкові (Charadriidae)      |                         |                          |                           |             | |            |
| Чайка                               | Kiebitz                 | Vanellus vanellus        | Linnaeus, 1758            | LC          | досить поширений перелітний птах, на заході осілий, у Німеччині гніздова популяція на початку 21-го століття оцінювалася в 67 000-104 000 птахів                                                       |            |
| Чайка степова                       | Steppenkiebitz          | Vanellus gregarius       | (Pallas, 1771)            | CR          | рідкісний бродяга |            |
| Чайка білохвоста                    | Weißschwanzkiebitz      | Vanellus leucurus        | (Lichtenstein, MHC, 1823) | LC          | рідкісний бродяга |            |
| Чайка індійська                     | Rotlappenkiebitz        | Vanellus indicus         | (Boddaert, 1783)          | LC          | рідкісний бродяга |            |
| Сивка звичайна                      | Goldregenpfeifer        | Pluvialis apricaria      | Linnaeus, 1758            | LC          | гніздиться у Нижній Саксонії (до 12 пар), вимер у Мекленбурзі-Передній Померанії у 19 столітті, досить поширений під час зимівлі на півночі країни (наприклад у Ваттовому морі зимує до 44 тис птахів) |            |
| Сивка бурокрила                     | Tundra-Goldregenpfeifer | Pluvialis fulva          | Linnaeus, 1758            | LC          | рідкісний залітний вид |            |
| Сивка американська                  | Prärie-Goldregenpfeifer | Pluvialis dominica       | Statius Müller, 1776      | LC          | рідкісний залітний вид |            |
| Сивка морська                       | Kiebitzregenpfeifer     | Pluvialis squatarola     | Linnaeus, 1758            | LC          | під час міграцій |            |
| Пісочник великий                    | Sandregenpfeifer        | Charadrius hiaticula     | Linnaeus, 1758            | LC          | гніздиться в прибережних районах Північного і Балтійського морів. Для Німеччини на 2016 рік передбачається від 850 до 950 гніздових пар. Численний під час весняної міграції у Ваттовому морі.         |            |
| Пісочник малий                      | Flussregenpfeifer       | Charadrius dubius        | Scopoli, 1786             | LC          | поширений гніздовий птах, на початку 21 століття в Німеччині гніздилося від 4300 до 6800 гніздових пар.                                                                                                |            |
| Пісочник морський                   | Seeregenpfeifer         | Charadrius alexandrinus  | Linnaeus, 1758            | LC          | гніздовий птах у прибережних районах, у 2005 році відомо лише 182 гніздові пари з сильною тенденцією до зниження.                                                                                      |            |
| Пісочник товстодзьобий              | Wüstenregenpfeifer      | Charadrius leschenaultii | Lesson, 1826              | LC          | рідкісний бродяга, спостерігався 10 разів з 1931 року |            |
| Пісочник каспійський                | Wermutregenpfeifer      | Charadrius asiaticus     | Pallas, 1773              | LC          | рідкісний залітний з Сибіру |            |
| Хрустан                             | Mornellregenpfeifer     | Charadrius morinellus    | Linnaeus, 1758            | LC          | трапляється під час міграцій, гніздився до 1950 року |            |

### Родина Баранцеві (Scolopacidae)
| Українська назва                    | Німецька назва            | Латинська назва         | Автор таксона     | Статус МСОП | Поширення у Німеччині | Зображення |
| Ряд: Сивкоподібні (Charadriiformes) |                           |                         |                   |             | |            |
| Родина: Баранцеві (Scolopacidae)    |                           |                         |                   |             | |            |
| Бартрамія                           | Prärieläufer              | Bartramia longicauda    | (Bechstein, 1812) | LC          | рідкісний залітний |            |
| Кульон середній                     | Regenbrachvogel           | Numenius phaeopus       | Linnaeus, 1758    | LC          | рідкісний на узбережжі Північного моря |            |
| Кульон тонкодзьобий                 | Dünnschnabel-Brachvogel   | Numenius tenuirostris   | Vieillot, 1817    | CR          | залітні птахи спостерігалися у 19 ст. |            |
| Кульон великий                      | Brachvogel                | Numenius arquata        | Linnaeus, 1758    | NT          | нечисленний, але гніздиться у придатних угіддях по всій країні; перелітний, але у Ваттовому морі зимують птахи з Північної Європи                                                                                      |            |
| Грицик малий                        | Pfuhlschnepfe             | Limosa lapponica        | Linnaeus, 1758    | LC          | на перельоті |            |
| Грицик великий                      | Uferschnepfe              | Limosa limosa           | Linnaeus, 1758    | NT          | гніздиться фрагментарно по всій країні (4500 пар у 2005 році), але найчисельніший у Нижній Саксонії |            |
| Крем'яшник звичайний                | Steinwälzer               | Actitis interpres       | Linnaeus, 1758    | LC          | під час міграцій трапляється на морському узбережжі |            |
| Побережник великий                  | Anadyrknutt               | Calidris tenuirostris   | Horsfield, 1821   | EN          | рідкісний залітний з Сибіру |            |
| Побережник ісландський              | Knutt                     | Calidris canutus        | Linnaeus, 1758    | LC          | на перельоті у Ваттовому морі на узбережжі Північного моря |            |
| Брижач                              | Kampfläufer               | Calidris pugnax         | Linnaeus, 1758    | LC          | відомо декілька ізольованих місць гніздувань (20-40 пар), численні птахи зимують у Ваттовому морі |            |
| Побережник болотяний                | Sumpfläufer               | Limicola falcinellus    | Pontoppidan, 1763 | LC          | залітний під час міграцій |            |
| Побережник гострохвостий            | Spitzschwanz-Strandläufer | Calidris acuminata      | Horsfield, 1821   | VU          | рідкісний залітний |            |
| Побережник довгоногий               | Bindenstrandläufer        | Calidris himantopus     | Bonaparte, 1826   | LC          | рідкісний залітний з Америки |            |
| Побережник червоногрудий            | Sichelstrandläufer        | Calidris ferruginea     | Pontoppidan, 1763 | LC          | трапляється під час міграцій |            |
| Побережник білохвостий              | Temminckstrandläufer      | Calidris temminckii     | Leisler, 1812     | LC          | під час міграцій |            |
| Побережник довгопалий               | Langzehen-Strandläufer    | Calidris subminuta      | Middendorff, 1853 | LC          | рідкісний залітний у Сибіру |            |
| Побережник рудоголовий              | Rotkehl-Strandläufer      | Calidris ruficollis     | (Pallas, 1776)    | NT          | рідкісний залітний |            |
| Побережник білий                    | Sanderling                | Calidris alba           | Pallas, 1764      | LC          | зимує на узбережжі, трапляється також на перельоті |            |
| Побережник чорногрудий              | Alpenstrandläufer         | Calidris alpina         | Linnaeus, 1758    | LC          | розмножується на балтійському узбережжі (не більше 40 пар), під час осінньої міграції численний на узбережжі та в заболочених місцях                                                                                   |            |
| Побережник морський                 | Meerstrandläufer          | Calidris maritima       | Brünnich, 1764    | LC          | кілька сотень особин зимує на узбережжі Північного і Балтійського морів. |            |
| Побережник канадський               | Bairdstrandläufer         | Calidris bairdii        | Coues, 1861       | LC          | рідкісний залітний з Америки |            |
| Побережник малий                    | Zwergstrandläufer         | Calidris minuta         | Leisler, 1812     | LC          | на перельоті |            |
| Побережник-крихітка                 | Wiesenstrandläufer        | Calidris minutilla      | Vieillot, 1819    | LC          | рідкісний залітний птах |            |
| Побережник білогрудий               | Weißbürzel-Strandläufer   | Calidris fuscicollis    | Vieillot, 1819    | LC          | рідкісний залітний з Америки |            |
| Жовтоволик                          | Grasläufer                | Calidris subruficollis  | Vieillot, 1819    | NT          | Рідкісний залітний з Америки, у Німеччині його спостерігали загалом 18 разів між 1977 і 1997 роками |            |
| Побережник арктичний                | Graubrust-Strandläufer    | Calidris melanotos      | Vieillot, 1819    | LC          | регулярний бродяга |            |
| Побережник тундровий                | Sandstrandläufer          | Calidris pusilla        | Cabanis, 1857     | LC          | рідкісний залітний з Америки |            |
| Неголь довгодзьобий                 | Tundraschlammläufer       | Limnodromus scolopaceus | Say, 1823         | LC          | рідкісний залітний з Америки |            |
| Неголь короткодзьобий               | Moorschlammläufer         | Limnodromus griseus     | (Gmelin, 1789)    | LC          | рідкісний залітний з Америки |            |
| Слуква                              | Waldschnepfe              | Scolopax rusticola      | Linnaeus, 1758    | LC          | поширений птах, 20-40 тис гніздових пар |            |
| Баранець малий                      | Zwergschnepfe             | Lymnocryptes minimus    | Brunnich, 1764    | LC          | численний на зимівлі |            |
| Баранець великий                    | Doppelschnepfe            | Gallinago media         | Latham, 1787      | NT          | розмножувався до 1930-х років, тепер трапляється лише під час міграцій |            |
| Баранець звичайний                  | Bekassine                 | Gallinago gallinago     | Linnaeus, 1758    | LC          | поширений фрагментарно по країні. Поголів'я оцінюється на початку 21 століття в 6200-9800 гніздових пар. Зимує на узбережжі Північного моря                                                                            |            |
| Мородунка                           | Terekwasserläufer         | Xenus cinereus          | Güldenstädt, 1775 | LC          | залітний з Сибіру під час міграції на півночі країни |            |
| Плавунець довгодзьобий              | Wilsonwassertreter        | Phalaropus tricolor     | Vieillot, 1819    | LC          | рідкісний залітний з Америки |            |
| Плавунець круглодзьобий             | Odinshühnchen             | Phalaropus lobatus      | Linnaeus, 1758    | LC          | під час міграцій |            |
| Плавунець плоскодзьобий             | Thorshühnchen             | Phalaropus fulicarius   | Linnaeus, 1758    | LC          | під час міграційного періоду вздовж узбережжя Північного моря |            |
| Набережник палеарктичний            | Flussuferläufer           | Actitis hypoleucos      | Linnaeus, 1758    | LC          | є звичайним, але не дуже поширеним гніздовим літнім птахом |            |
| Набережник плямистий                | Drosseluferläufer         | Actitis macularius      | Linnaeus, 1758    | LC          | рідкісний залітний з Америки, єдине спостереження У лютому 2021 року в Кітцеберзі на Кільському фіорді |            |
| Коловодник лісовий                  | Waldwasserläufer          | Tringa ochropus         | Linnaeus, 1758    | LC          | гніздиться в зоні хвойних лісів на сході країни, від 650 до 1050 гніздових пар. |            |
| Жовтоногий коловодник               | Gelbschenkel              | Tringa flavipes         | Gmelin, 1789      | LC          | рідкісний залітний з Америки |            |
| Коловодник звичайний                | Rotschenkel               | Tringa totanus          | Linnaeus, 1758    | LC          | досить поширений на узбережжі та прибережних низовинах, у внутрішніх районах він зустрічається лише в невеликих ізольованих популяціях; німецька гніздова популяція за 2011-2016 роки оцінюється в 8500 гніздових пар. |            |
| Коловодник ставковий                | Teichwasserläufer         | Tringa stagnatilis      | Bechstein, 1803   | LC          | рідкісний залітний з Сибіру, єдине успішне гніздування зафіксоване у 2012 році |            |
| Коловодник болотяний                | Bruchwasserläufer         | Tringa glareola         | Linnaeus, 1758    | LC          | до 1980-х були рідкісні гніздування на півночі країни, тепер трапляється лише під час міграцій |            |
| Коловодник чорний                   | Dunkelwasserläufer        | Tringa erythropus       | Pallas, 1764      | LC          | він є регулярним мігрантом як на узбережжі, так і всередині країни |            |
| Коловодник великий                  | Grünschenkel              | Tringa nebularia        | Gunnerus, 1767    | LC          | регулярний мігрант |            |

### Родина Дерихвостові (Glareolidae)
| Українська назва                    | Німецька назва              | Латинська назва     | Автор таксона  | Статус МСОП | Поширення у Німеччині                 | Зображення |
| Ряд: Сивкоподібні (Charadriiformes) |                             |                     |                |             |                                       |            |
| Родина: Дерихвостові (Glareolidae)  |                             |                     |                |             |                                       |            |
| Бігунець пустельний                 | Rennvogel                   | Cursorius cursor    | Latham, 1787   | LC          | Рідкісний залітний з Африки           |            |
| Дерихвіст лучний                    | Rotflügel-Brachschwalbe     | Glareola pratincola | Linnaeus, 1766 | LC          | рідкісний залітний з Південної Європи |            |
| Дерихвіст степовий                  | Schwarzflügel-Brachschwalbe | Glareola nordmanni  | Nordmann, 1842 | NT          | рідкісний залітний з Південної Європи |            |

### Родина Мартинові (Laridae)
| Українська назва                    | Німецька назва         | Латинська назва              | Автор таксона      | Статус МСОП | Поширення у Німеччині | Зображення |
| Ряд: Сивкоподібні (Charadriiformes) |                        |                              |                    |             | |            |
| Родина: Мартинові (Laridae)         |                        |                              |                    |             | |            |
| Крячок бурий                        | Noddi                  | Anous stolidus               | Linnaeus, 1758     | VU          | рідкісний бродяга |            |
| Мартин трипалий                     | Dreizehenmöwe          | Rissa tridactyla             | Linnaeus, 1758     | VU          | рідкісний бродяга вздовж морського узбережжя |            |
| Мартин білий                        | Elfenbeinmöwe          | Pagophila eburnea            | Phipps, 1774       | NT          | бродяжний, єдине спостереження у 1997 році у місті Занкт-Петер-Ордінг |            |
| Мартин вилохвостий                  | Schwalbenmöwe          | Xema sabini                  | Leach, 1819        | LC          | регулярний бродяга У Німецькій затоці та Ваттовому морі |            |
| Мартин тонкодзьобий                 | Dünnschnabelmöwe       | Chroicocephalus genei        | (Breme, 1839)      | LC          | регулярний бродяга з Південної Європи |            |
| Мартин канадський                   | Bonapartemöwe          | Chroicocephalus philadelphia | Ord, 1815          | LC          | залітний з Америки |            |
| Мартин звичайний                    | Lachmöwe               | Larus ridibundus             | Linnaeus, 1766     | LC          | є звичайним гніздовим птахом у північній частині |            |
| Мартин малий                        | Zwergmöwe              | Larus minutus                | Pallas, 1776       | LC          | рідкісні гніздування з 1980-х на півночі країни, зимує вздовж морського узбережжя |            |
| Мартин рожевий                      | Rosenmöwe              | Rhodostethia rosea           | MacGillivray, 1842 | LC          | рідкісний залітний вид |            |
| Мартин карибський                   | Aztekenmöwe            | Leucophaeus atricilla        | (Linnaeus, 1758)   | LC          | рідкісний залітний з Америки |            |
| Мартин жовтоногий                   | Präriemöwe             | Leucophaeus pipixcan         | (Wagler, 1831)     | LC          | рідкісний залітний з Канади |            |
| Мартин сіроногий                    | Korallenmöwe           | Ichthyaetus audouinii        | Payraudeau, 1826   | VU          | рідкісний бродяга |            |
| Мартин середземноморський           | Schwarzkopfmöwe        | Ichthyaetus melanocephalus   | Temminck, 1820     | LC          | фрагментарно на великих водоймах |            |
| Мартин каспійський                  | Fischmöwe              | Ichthyaetus ichthyaetus      | Pallas, 1773       | LC          | рідкісний бродяга |            |
| Мартин сизий                        | Sturmmöwe              | Larus canus                  | Linnaeus, 1758     | LC          | досить поширений |            |
| Мартин делаверський                 | Ringschnabelmöwe       | Larus delawarensis           | Ord, 1815          | LC          | регулярний бродяга |            |
| Мартин морський                     | Mantelmöwe             | Larus marinus                | Linnaeus, 1758     | LC          | розмножується на узбережжі Північного моря, вперше гніздування помічено у 1984 році, гніздова популяція налічує 46-52 пар                                                                                       |            |
| Мартин полярний                     | Eismöwe                | Larus hyperboreus            | Gunnerus, 1767     | LC          | частий зимовий гість на морському узбережжі |            |
| Мартин гренландський                | Polarmöwe              | Larus glaucoides             | Meyer, 1822        | LC          | зимує вздовж морського узбережжя |            |
| Мартин сріблястий                   | Silbermöwe             | Larus argentatus             | Pontoppidan, 1763  | LC          | досить поширений вздовж узбережжя Північного моря |            |
| Мартин американський                | Kanadamöwe             | Larus smithsonianus          | Coues, 1862        | LC          | рідкісний бродяга |            |
| Мартин жовтоногий                   | Steppenmöwe            | Larus cachinnans             | Pallas, 1811       | LC          | зрідка гніздиться на сході, зимує на морському узбережжі |            |
| Мартин скельний                     | Mittelmeermöwe         | Larus michahellis            | Naumann, 1840      | LC          | є гніздування на півдні країни, регулярно спостерігаються бродяжні птахи по всій країні |            |
| Мартин чорнокрилий                  | Heringsmöwe            | Larus fuscus                 | Linnaeus 1758      | LC          | досить поширений, від 23 000 до 29 000 гніздових пар |            |
| Крячок чорнодзьобий                 | Lachseeschwalbe        | Gelochelidon nilotica        | Gmelin, 1789       | LC          | єдине гніздування відоме у Нойфельдеркогу, колонія налічує 37 пар (2018 рік), до 1980-х гніздився в Нижній Саксонії та Шлезвіг-Гольштейні                                                                       |            |
| Крячок каспійський                  | Raubseeschwalbe        | Hydroprogne caspia           | Pallas, 1770       | LC          | рідкісний залітний |            |
| Крячок бенгальський                 | Rüppellseeschwalbe     | Thalasseus bengalensis       | (Lesson, 1831)     | LC          | рідкісний залітний птах |            |
| Крячок рябодзьобий                  | Brandseeschwalbe       | Thalasseus sandvicensis      | Latham, 1787       | LC          | розмножується на морському узбережжі. Дві найважливіші гніздові колонії в Німеччині знаходяться на безлюдному острові Нордерог і на острові Тришен, обидва біля узбережжя Північного моря у Шлезвіг-Гольштейні. |            |
| Крячок каліфорнійський              | Schmuckseeschwalbe     | Thalasseus elegans           | (Gambel, 1849)     | NT          | єдине спостереження у 2004 році |            |
| Крячок малий                        | Zwergseeschwalbe       | Sterna albifrons             | Pallas, 1764       | LC          | на півночі країни, існує близько 650 гніздових пар |            |
| Крячок бурокрилий                   | Zügelseeschwalbe       | Onychoprion anaethetus       | (Scopoli, 1786)    | LC          | рідкісний залітний |            |
| Крячок строкатий                    | Rußseeschwalbe         | Onychoprion fuscatus         | Linnaeus, 1766     | LC          | Рідкісний залітний птах з Америки |            |
| Крячок рожевий                      | Rosenseeschwalbe       | Sterna dougallii             | Montagu, 1813      | LC          | рідкісний бродяга |            |
| Крячок річковий                     | Flussseeschwalbe       | Sterna hirundo               | Linnaeus, 1758     | LC          | гніздовий птах на значній частині країни |            |
| Крячок полярний                     | Küstenseeschwalbe      | Sterna paradisaea            | Pontoppidan, 1763  | LC          | звичайний гніздовий птах на узбережжі Північного та Балтійського морів. |            |
| Крячок білощокий                    | Weißbart-Seeschwalbe   | Chlidonias hybrida           | Pallas, 1811       | LC          | залітний |            |
| Крячок білокрилий                   | Weißflügel-Seeschwalbe | Chlidonias leucopterus       | Temminck, 1815     | LC          | рідкісний гніздовий птах. Найбільша племінна колонія в Німеччині знаходиться в національному парку Нижня долина Одера. У 2006 році там розмножилося 50 пар.                                                     |            |
| Крячок чорний                       | Trauerseeschwalbe      | Chlidonias niger             | Linnaeus, 1758     | LC          | рідкісний гніздовий, але поширений під час міграції |            |

### Родина Поморникові (Stercorariidae)
| Українська назва                     | Німецька назва      | Латинська назва          | Автор таксона  | Статус МСОП | Поширення у Німеччині                                                                               | Зображення |
| Ряд: Сивкоподібні (Charadriiformes)  |                     |                          |                |             | |            |
| Родина: Поморникові (Stercorariidae) |                     |                          |                |             | |            |
| Поморник великий                     | Skua                | Stercorarius skua        | Brunnich, 1764 | LC          | повсюдно на узбережжі бродяжні птах, не гніздиться                                                  |            |
| Поморник середній                    | Spatelraubmöwe      | Stercorarius pomarinus   | Temminck, 1815 | LC          | є регулярним мігрантом на узбережжі Північного моря, але рідко спостерігається у внутрішніх районах |            |
| Поморник короткохвостий              | Schmarotzerraubmöwe | Stercorarius parasiticus | Linnaeus, 1758 | LC          | на узбережжі під час міграцій                                                                       |            |
| Поморник довгохвостий                | Falkenraubmöwe      | Stercorarius longicaudus | Vieillot, 1819 | LC          | на узбережжі під час міграцій                                                                       |            |

### Родина Алькові (Alcidae)
| Українська назва                    | Німецька назва    | Латинська назва     | Автор таксона     | Статус МСОП | Поширення у Німеччині                                                                                       | Зображення |
| Ряд: Сивкоподібні (Charadriiformes) |                   |                     |                   |             | |            |
| Родина: Алькові (Alcidae)           |                   |                     |                   |             | |            |
| Люрик                               | Krabbentaucher    | Alle alle           | Linnaeus, 1758    | LC          | рідкісний зимовий гість                                                                                     |            |
| Кайра товстодзьоба                  | Dickschnabellumme | Uria lomvia         | Linnaeus, 1758    | LC          | рідкісний залітний                                                                                          |            |
| Кайра тонкодзьоба                   | Trottellumme      | Uria aalge          | Pontoppidan, 1763 | LC          | єдина німецька гніздова колонія на острові Гельголанд, яка налічує 2600 пар                                 |            |
| Гагарка                             | Tordalk           | Alca torda          | Linnaeus, 1758    | LC          | деякі гніздові пари трапляються на Гельголанді (12-17 пар), численніший під час міграцій                    |            |
| Чистун арктичний                    | Gryllteiste       | Cepphus grylle      | Kohl, 1820        | LC          | зимує вздовж узбережжя Балтійського моря                                                                    |            |
| Іпатка атлантична                   | Papageitaucher    | Fratercula arctica  | Linnaeus, 1758    | VU          | гніздиться на островах на півночі країни, поза сезоном розмноження часто трапляється на морському узбережжі |            |
| Топорик                             | Tufted puffin     | Fratercula cirrhata | (Pallas, 1769)    | LC          | до 1830 року вид був гніздовим птахом на Гельголанді, зараз лише під час міграцій                           |            |

## Ряд Гагароподібні (Gaviiformes)
Група водних птахів, що поширені у багатьох районах Північної Америки та Північної Європи. Відомо 5 видів гагар, з них чотири трапляються у Німеччині.

### Родина Гагарові (Gaviidae)
| Українська назва                 | Німецька назва      | Латинська назва | Автор таксона  | Статус МСОП | Поширення у Німеччині                                | Зображення |
| Ряд: Гагароподібні (Gaviiformes) |                     |                 |                |             |                                                      |            |
| Родина: Гагарові (Gaviidae)      |                     |                 |                |             |                                                      |            |
| Гагара червоношия                | Sterntaucher        | Gavia stellata  | Brunnich, 1764 | LC          | звичайний на узбережжі під час міграцій              |            |
| Гагара чорношия                  | Prachttaucher       | Gavia arctica   | Linnaeus, 1758 | LC          | під час міграції та на зимівлі                       |            |
| Гагара полярна                   | Eistaucher          | Gavia immer     | Brunnich, 1764 | LC          | на узбережжі під час міграції та на зимівлі          |            |
| Гагара білодзьоба                | Gelbschnabeltaucher | Gavia adamsii   | (Gray, 1859)   | NT          | зимує на узбережжі Північного та Балтійського морів. |            |

## Ряд Буревісникоподібні (Procellariiformes)
Це морські птахи. Альбатроси є найбільшими літаючими птахами та найбільшими мандрівниками серед птахів. Відомо 117 видів буревісникоподібних, з них у Німеччині трапляється 13 видів.

### Родина Океанникові (Oceanitidae)
| Українська назва                            | Німецька назва        | Латинська назва     | Автор таксона | Статус МСОП | Поширення у Німеччині | Зображення |
| Ряд: Буревісникоподібні (Procellariiformes) |                       |                     |               |             |                       |            |
| Родина: Океанникові (Oceanitidae)           |                       |                     |               |             |                       |            |
| Океанник Вільсона                           | Buntfuß-Sturmschwalbe | Oceanites oceanicus | Kuhl, 1820    | LC          | рідкісний бродяга     |            |

### Родина Альбатросові (Diomedeidae)
| Українська назва                            | Німецька назва        | Латинська назва          | Автор таксона    | Статус МСОП | Поширення у Німеччині                                            | Зображення |
| Ряд: Буревісникоподібні (Procellariiformes) |                       |                          |                  |             |                                                                  |            |
| Родина: Альбатросові (Diomedeidae)          |                       |                          |                  |             |                                                                  |            |
| Альбатрос чорнобровий                       | Schwarzbrauenalbatros | Thalassarche melanophris | (Temminck, 1828) | LC          | рідкісний залітний птах, у 2014 році спостерігався у Гельголанді |            |

### Родина Качуркові (Hydrobatidae)
| Українська назва                            | Німецька назва    | Латинська назва       | Автор таксона    | Статус МСОП | Поширення у Німеччині | Зображення |
| Ряд: Буревісникоподібні (Procellariiformes) |                   |                       |                  |             | |            |
| Родина: Качуркові (Hydrobatidae)            |                   |                       |                  |             | |            |
| Качурка морська                             | Sturmwellenläufer | Hydrobates pelagicus  | Linnaeus, 1758   | LC          | регулярний бродяга у Шлезвіг-Гольштейні, рідше зустрічається на узбережжі Балтійського моря                                                |            |
| Качурка північна                            | Wellenläufer      | Oceanodroma leucorhoa | (Vieillot, 1818) | VU          | регулярний бродяга на узбережжі Північного моря, але є дуже рідкісним винятковим гостем у Балтійському морі та внутрішніх частинах країни. |            |

### Родина Буревісникові (Procellariidae)
| Українська назва                            | Німецька назва       | Латинська назва       | Автор таксона           | Статус МСОП | Поширення у Німеччині                                                                | Зображення |
| Ряд: Буревісникоподібні (Procellariiformes) |                      |                       |                         |             |                                                                                      |            |
| Родина: Буревісникові (Procellariidae)      |                      |                       |                         |             |                                                                                      |            |
| Буревісник кочівний                         | Eissturmvogel        | Fulmarus glacialis    | (Linnaeus, 1761)        | LC          | гніздиться на Гельголанді з 1972 року (25-120 пар)                                   |            |
| Буревісник середземноморський               | Scopoli's shearwater | Calonectris diomedea  | (Scopoli, 1769)         | LC          | залітний птах                                                                        |            |
| Буревісник атлантичний                      | Corysturmtaucher     | Calonectris borealis  | (Cory, 1881)            | LC          | рідкісний залітний                                                                   |            |
| Буревісник левантійський                    | Dunkelsturmtaucher   | Ardenna griseus       | Acerbi, 1827            | VU          | є регулярним мігрантом на узбережжі Північного моря                                  |            |
| Великий буревісник                          | Kappensturmtaucher   | Ardenna gravis        | O'Reilly, 1818          | LC          | рідкісний бродяга, два спостереження - у 1983 році на Зюльті і у 1986 на Гельголанді |            |
| Буревісник малий                            | Atlantiksturmtaucher | Puffinus puffinus     | (Brünnich, 1764)        | VU          | бродяга                                                                              |            |
| Буревісник балеарський                      | Balearensturmtaucher | Puffinus mauretanicus | P.R. Lowe, 1921         | CR          | залітний вид                                                                         |            |
| Буревісник канарський                       | Barolosturmtaucher   | Puffinus baroli       | Bonaparte, 1857         | LC          | Рідкісний залітний птах                                                              |            |
| Бульверія тонкодзьоба                       | Bulwersturmvogel     | Bulweria bulwerii     | (Jardine & Selby, 1828) | LC          | Рідкісний залітний птах                                                              |            |

## Ряд Лелекоподібні (Ciconiiformes)
Це великі або середніх розмірів птахи із довгими ногами та шиєю. Полюють на здобич на мілководді та лугах. Відомо 19 видів, з яких два трапляється у Німеччині.

### Родина Лелекові (Ciconiidae)
| Українська назва                   | Німецька назва | Латинська назва | Автор таксона  | Статус МСОП | Поширення у Німеччині                       | Зображення |
| Ряд: Лелекоподібні (Ciconiiformes) |                |                 |                |             |                                             |            |
| Родина: Лелекові (Ciconiidae)      |                |                 |                |             |                                             |            |
| Лелека білий                       | Weißstorch     | Ciconia ciconia | Linnaeus, 1758 | LC          | поширений, 7500 гніздових пар (2021 рік)    |            |
| Лелека чорний                      | Schwarzstorch  | Ciconia nigra   | Linnaeus, 1758 | LC          | майже по всій країні, 500-530 гніздових пар |            |

## Ряд Сулоподібні (Suliformes)

### Родина Сулові (Sulidae)
| Українська назва              | Німецька назва  | Латинська назва  | Автор таксона    | Статус МСОП | Поширення у Німеччині                 | Зображення |
| Ряд: Сулоподібні (Suliformes) |                 |                  |                  |             |                                       |            |
| Родина: Сулові (Sulidae)      |                 |                  |                  |             |                                       |            |
| Сула атлантична               | Basstölpel      | Morus bassanus   | Linnaeus, 1758   | LC          | гніздиться на Гельголанді з 1991 року |            |
| Сула білочерева               | Weißbauchtölpel | Sula leucogaster | (Boddaert, 1783) | LC          | рідкісний бродяга                     |            |

### Родина Бакланові (Phalacrocoracidae)
| Українська назва                      | Англійська назва | Латинська назва           | Автор таксона  | Статус МСОП | Поширення у Великій Британії                                                                                           | Зображення |
| Ряд: Пеліканоподібні (Pelecaniformes) |                  |                           |                |             | |            |
| Родина: Бакланові (Phalacrocoracidae) |                  |                           |                |             | |            |
| Баклан малий                          | Zwergscharbe     | Microcarbo pygmeus        | (Pallas, 1773) | LC          | рідкісний бродяга |            |
| Баклан чубатий                        | Krähenscharbe    | Phalacrocorax aristotelis | Linnaeus, 1761 | LC          | бродяга на узбережжі Північного моря та острові Гельголанд                                                             |            |
| Баклан великий                        | Kormoran         | Phalacrocorax carbo       | Linnaeus, 1758 | LC          | досить поширений вид на півночі країни, рідкісний на півдні, але там популяція відновлюється (20-26 тис гніздових пар) |            |

## Ряд Пеліканоподібні (Pelecaniformes)
Пеліканоподібні — це середніх або великих розмірів прибережні морські птахи. Живляться рибою, полюючи на неї на поверхні або пірнаючи під воду. Відомо близько 170 видів, з них 13 видів спостерігалися у Німеччині.

### Родина Ібісові (Threskiornithidae)
| Українська назва                      | Німецька назва | Латинська назва      | Автор таксона  | Статус МСОП | Поширення у Німеччині                                  | Зображення |
| Ряд: Пеліканоподібні (Pelecaniformes) |                |                      |                |             |                                                        |            |
| Родина: Ібісові (Threskiornithidae)   |                |                      |                |             |                                                        |            |
| Коровайка                             | Sichler        | Plegadis falcinellus | Linnaeus, 1766 | LC          | бродяга                                                |            |
| Косар                                 | Löffler        | Platalea leucorodia  | Linnaeus, 1758 | LC          | гніздиться на узбережжі Північного моря, понад 100 пар |            |

### Родина Чаплеві (Ardeidae)
| Українська назва                      | Німецька назва | Латинська назва       | Автор таксона  | Статус МСОП | Поширення у Німеччині                                                                        | Зображення |
| Ряд: Пеліканоподібні (Pelecaniformes) |                |                       |                |             |                                                                                              |            |
| Родина: Чаплеві (Ardeidae)            |                |                       |                |             |                                                                                              |            |
| Бугай                                 | Rohrdommel     | Botaurus stellaris    | Linnaeus, 1758 | LC          | фрагментарно поширений, у деяких районах зник                                                |            |
| Бугайчик                              | Zwergdommel    | Ixobrychus minutus    | Linnaeus, 1766 | LC          | дуже фрагментарно, переважно на сході та півдні, 210-270 пар                                 |            |
| Квак                                  | Nachtreiher    | Nycticorax nycticorax | Linnaeus, 1758 | LC          | локальний і нечисленний гніздовий птах на сході країни (18-22 гніздових пар, 2005-2009 роки) |            |
| Чапля жовта                           | Rallenreiher   | Ardeola ralloides     | Linnaeus, 1758 | LC          | залітний                                                                                     |            |
| Чапля єгипетська                      | Kuhreiher      | Bubulcus ibis         | Linnaeus, 1758 | LC          | залітний птах                                                                                |            |
| Чапля сіра                            | Graureiher     | Ardea cinerea         | Linnaeus, 1758 | LC          | досить поширений осілий птах (від 24 000 до 27 500 пар), в основному на півночі              |            |
| Чапля руда                            | Purpurreiher   | Ardea purpurea        | Linnaeus, 1766 | LC          | на півдні країни                                                                             |            |
| Чепура велика                         | Silberreiher   | Ardea alba            | Linnaeus, 1758 | LC          | залітний птах, у 2012 році зареєстроване гніздування двох пар у протоці Штрелазунд           |            |
| Чепура мала                           | Seidenreiher   | Egretta garzetta      | Linnaeus, 1766 | LC          | переважно бродяжний, є декілька ізольованих гніздувань                                       |            |

### Родина Пеліканові (Pelecanidae)
| Українська назва                      | Німецька назва   | Латинська назва       | Автор таксона  | Статус МСОП | Поширення у Німеччині                            | Зображення |
| Ряд: Пеліканоподібні (Pelecaniformes) |                  |                       |                |             |                                                  |            |
| Родина: Пеліканові (Pelecanidae)      |                  |                       |                |             |                                                  |            |
| Пелікан рожевий                       | Rosapelikan      | Pelecanus onocrotalus | Linnaeus, 1758 | LC          | рідкісний бродяга                                |            |
| Пелікан кучерявий                     | Krauskopfpelikan | Pelecanus crispus     | Bruch, 1832    | VU          | вперше бродяжного птаха спостерігали у 2005 році |            |

## Ряд Яструбоподібні (Accipitriformes)

### Родина Скопові (Pandionidae)
| Українська назва                   | Німецька назва | Латинська назва   | Автор таксона  | Статус МСОП | Поширення у Німеччині                                | Зображення |
| Ряд: Соколоподібні (Falconiformes) |                |                   |                |             |                                                      |            |
| Родина: Скопові (Pandionidae)      |                |                   |                |             |                                                      |            |
| Скопа                              | Fischadler     | Pandion haliaetus | Linnaeus, 1758 | LC          | нечисленні гніздування на північному сході (470 пар) |            |

### Родина Яструбові (Accipitridae)
| Українська назва                   | Німецька назва | Латинська назва       | Автор таксона        | Статус МСОП | Поширення у Німеччині | Зображення |
| Ряд: Соколоподібні (Falconiformes) |                |                       |                      |             | |            |
| Родина: Яструбові (Accipitridae)   |                |                       |                      |             | |            |
| Шуліка чорноплечий                 | Gleitaar       | Elanus caeruleus      | Desfontaines, (1789) | LC          | єдине спостереження у 2015 році в Тюрингії |            |
| Ягнятник                           | Bartgeier      | Gypaetus barbatus     | (Linnaeus, 1758)     | LC          | рідкісний бродяга на півдні країни, у 2021 році чотирьох птахів випустили у національному парку Берхтесгаден в Баварії                                                                                              |            |
| Стерв'ятник                        | Schmutzgeier   | Neophron percnopterus | Savigny, 1809        | EN          | рідкісний бродяга |            |
| Осоїд                              | Wespenbussard  | Pernis apivorus       | Linnaeus, 1758       | LC          | поширений по країні, 4000–4900 гніздових пар |            |
| Сип білоголовий                    | Gänsegeier     | Gyps fulvus           | (Hablizl, 1783)      | LC          | бродяжний птах по всій країні |            |
| Гриф чорний                        | Mönchsgeier    | Aegypius monachus     | (Hablizl, 1783)      | LC          | спостерігалися рідкісні бродяги у 19 столітті |            |
| Змієїд блакитноногий               | Schlangenadler | Circaetus gallicus    | (Gmelin, JF, 1788)   | LC          | були нечисленні гніздування у 19 столітті, зараз лише бродяжні птахи |            |
| Підорлик малий                     | Schreiadler    | Clanga pomarina       | Brehm, 1831          | LC          | західний кордон ареалу проходить через східну Німеччину, розмножується у землях Мекленбург-Передня Померанія та Бранденбург, у 2012 році вимер в Саксонії-Ангальті. У 2013 році в Німеччині розмножувалася 91 пара. |            |
| Підорлик великий                   | Schelladler    | Clanga clanga         | (Pallas, 1811)       | VU          | бродяга на півночі та сході |            |
| Орел-карлик                        | Zwergadler     | Hieraaetus pennatus   | (Gmelin, 1788)       | LC          | рідкісний бродяга, єдине гніздування зафіксоване в 1995 році в лісовій місцевості Гакель (Саксонія-Ангальт) |            |
| Орел степовий                      | Steppenadler   | Aquila nipalensis     | (Hodgson, 1833)      | EN          | рідкісний бродяга, але це можуть бути втікачі з неволі |            |
| Могильник східний                  | Kaiseradler    | Aquila heliaca        | (Hodgson, 1833)      | VU          | рідкісний бродяга |            |
| Беркут                             | Steinadler     | Aquila chrysaetos     | Linnaeus, 1758       | LC          | в Баварських Альпах, у 1999 році 45-50 гніздових пар. |            |
| Орел-карлик яструбиний             | Habichtsadler  | Aquila fasciata       | (Vieillot, 1822)     | LC          | рідкісний бродяга |            |
| Яструб малий                       | Sperber        | Accipiter nisus       | Linnaeus, 1758       | LC          | досить поширений вид |            |
| Яструб великий                     | Habicht        | Accipiter gentilis    | Linnaeus, 1758       | LC          | досить поширений вид, кількість гніздових пар у Німеччині на 2014 рік оцінюється в 11 500-16 500 |            |
| Лунь очеретяний                    | Rohrweihe      | Circus aeruginosus    | Linnaeus, 1758       | LC          | досить поширений, від 4400 до 6630 пар |            |
| Лунь польовий                      | Kornweihe      | Circus cyaneus        | Linnaeus, 1766       | LC          | гніздиться спорадично на півночі та сході, у 2011-2016 роках по всій Німеччині було зайнято від 8 до 9 гніздових пар. Досить поширений під час зимівлі                                                              |            |
| Лунь степовий                      | Steppenweihe   | Circus macrourus      | Gmelin, 1770         | NT          | рідкісний залітний вид |            |
| Лунь лучний                        | Wiesenweihe    | Circus pygargus       | Linnaeus, 1758       | LC          | гніздиться спорадично, 410-470 пар у 2007 році |            |
| Шуліка рудий                       | Rotmilan       | Milvus milvus         | Linnaeus, 1758       | LC          | гніздиться по всій країні, популяція відновлюється після спаду |            |
| Шуліка чорний                      | Schwarzmilan   | Milvus migrans        | Boddaert, 1783       | LC          | досить поширений |            |
| Орлан-білохвіст                    | Seeadler       | Haliaeetus albicilla  | Linnaeus, 1758       | LC          | розмножується на північному сході країни, У 2018 році в Німеччині було нараховано 700 гніздових пар |            |
| Зимняк                             | Raufußbussard  | Buteo lagopus         | (Pontoppidan, 1763)  | LC          | зимує на сході країни |            |
| Канюк звичайний                    | Mäusebussard   | Buteo buteo           | Linnaeus, 1758       | LC          | досить поширений осілий птах, в середньому 96 000 пар |            |
| Канюк степовий                     | Adlerbussard   | Buteo rufinus         | (Cretzschmar, 1829)  | LC          | рідкісний бродяга |            |

## Ряд Совоподібні (Strigiformes)
Це великі одиночні нічні хижаки. Вони мають великі, звернені вперед очі і вуха та круглий лицьовий диск. Відомо 211 видів, з них у Німеччині — 12 видів.

### Родина Сипухові (Tytonidae)
| Українська назва                | Німецька назва | Латинська назва | Автор таксона | Статус МСОП | Поширення у Німеччині                                                                         | Зображення |
| Ряд: Совоподібні (Strigiformes) |                |                 |               |             |                                                                                               |            |
| Родина: Сипухові (Tytonidae)    |                |                 |               |             |                                                                                               |            |
| Сипуха                          | Schleiereule   | Tyto alba       | Scopoli, 1769 | LC          | звичайний гніздовий птах, який зустрічається переважно в бідних лісами районах, 10-15 тис пар |            |

### Родина Совові (Strigidae)
| Українська назва                | Німецька назва | Латинська назва       | Автор таксона     | Статус МСОП | Поширення у Німеччині | Зображення |
| Ряд: Совоподібні (Strigiformes) |                |                       |                   |             | |            |
| Родина: Совові (Strigidae)      |                |                       |                   |             | |            |
| Совка                           | Zwergohreule   | Otus scops            | Linnaeus, 1758    | LC          | бродяжний птах, фіксуються рідкісні гніздування                                                                                                  |            |
| Сова біла                       | Schneeeule     | Bubo scandiacus       | Linnaeus, 1758    | VU          | рідкісний бродяга на півночі |            |
| Пугач палеарктичний             | Uhu            | Bubo bubo             | Linnaeus, 1758    | LC          | фрагментарний ареал, 2000 гніздових пар |            |
| Сова сіра                       | Waldkauz       | Strix aluco           | Linnaeus, 1758    | LC          | досить поширений вид, популяція в Німеччині оцінюється приблизно в 64 000 гніздових пар.                                                         |            |
| Сова довгохвоста                | Habichtskauz   | Strix uralensis       | Pallas, 1771      | LC          | гніздився у Баварському лісі до середини 1920-х років, з 1975 року здійснюються спроби реінтродукції виду, у 2013 році зафіксовано 26 гніздувань |            |
| Сова яструбина                  | Sperbereule    | Surnia ulula          | (Linnaeus, 1758)  | LC          | рідкісний бродяга взимку |            |
| Сичик-горобець євразійський     | Sperlingskauz  | Glaucidium passerinum | (Linnaeus, 1758)  | LC          | поширений переважно у гірських лісах |            |
| Сич хатній                      | Steinkauz      | Athene noctua         | Scopoli, 1769     | LC          | досить поширений в багатьох регіонах, загальне поголів’я за 2011–2016 роки оцінюється в 7550–8500 гніздових пар                                  |            |
| Сич волохатий                   | Raufußkauz     | Aegolius funereus     | Linnaeus, 1758    | LC          | фрагментарний ареал |            |
| Сова вухата                     | Waldohreule    | Asio otus             | Linnaeus, 1758    | LC          | досить поширений осілий птах, від 25 000 до 41 000 гніздових пар                                                                                 |            |
| Сова болотяна                   | Sumpfohreule   | Asio flammeus         | Pontoppidan, 1763 | LC          | рідкісні гніздування на півночі та півдні країни, численніший на зимівлі                                                                         |            |

## Ряд Bucerotiformes

#### Родина Одудові (Upupidae)
| Українська назва           | Німецька назва | Латинська назва | Автор таксона  | Статус МСОП | Поширення у Німеччині | Зображення |
| Ряд: Bucerotiformes        |                |                 |                |             | |            |
| Родина: Одудові (Upupidae) |                |                 |                |             | |            |
| Одуд                       | Wiedehopf      | Upupa epops     | Linnaeus, 1758 | LC          | у Німеччині рідкісний гніздовий птах, ареал якого швидко скорочується, і він зник із значної частини свого колишнього ареалу (від 650 до 800 гніздових пар у 2005–2009 роках) |            |

## Ряд Сиворакшоподібні (Coraciiformes)
Відомо близько 90 видів сиворакшеподібних, з них у Німеччині спостерігаються 4 види.

### Родина Сиворакшові (Coraciidae)
| Українська назва                      | Німецька назва | Латинська назва   | Автор таксона  | Статус МСОП | Поширення у Німеччині                         | Зображення |
| Ряд: Сиворакшоподібні (Coraciiformes) |                |                   |                |             |                                               |            |
| Родина: Сиворакшові (Coraciidae)      |                |                   |                |             |                                               |            |
| Сиворакша                             | Blauracke      | Coracias garrulus | Linnaeus, 1758 | NT          | рідкісні гніздування у різних частинах країни |            |

### Родина Рибалочкові (Alcedinidae)
| Українська назва                      | Німецька назва | Латинська назва | Автор таксона  | Статус МСОП | Поширення у Німеччині | Зображення |
| Ряд: Сиворакшоподібні (Coraciiformes) |                |                 |                |             |                       |            |
| Родина: Рибалочкові (Alcedinidae)     |                |                 |                |             |                       |            |
| Рибалочка блакитний                   | Eisvogel       | Alcedo atthis   | Linnaeus, 1758 | LC          | досить поширений      |            |

### Родина Бджолоїдкові (Meropidae)
| Українська назва                      | Німецька назва  | Латинська назва | Автор таксона  | Статус МСОП | Поширення у Німеччині | Зображення |
| Ряд: Сиворакшоподібні (Coraciiformes) |                 |                 |                |             | |            |
| Родина: Бджолоїдкові (Meropidae)      |                 |                 |                |             | |            |
| Бджолоїдка звичайна                   | Bienenfresser   | Merops apiaster | Linnaeus, 1758 | LC          | У Німеччині він вважався вимерлим наприкінці 1980-х років, але знову почав гніздитися на сході країни з 1990 року. популяція у 2015 році налічувала близько 1000 гніздових пар |            |
| Бджолоїдка зелена                     | Blauwangenspint | Merops persicus | Pallas, 1773   | LC          | рідкісний залітний |            |

## Ряд Дятлоподібні (Piciformes)
Із 440 видів дятлоподібних у Німеччині трапляється 10 видів.

### Родина Дятлові (Picidae)
| Українська назва               | Німецька назва   | Латинська назва      | Автор таксона                | Статус МСОП | Поширення у Німеччині                                                                                  | Зображення |
| Ряд: Дятлоподібні (Piciformes) |                  |                      |                              |             | |            |
| Родина: Дятлові (Picidae)      |                  |                      |                              |             | |            |
| Крутиголовка                   | Wendehals        | Jynx torquilla       | Linnaeus, 1758               | LC          | досить поширений                                                                                       |            |
| Дятел трипалий                 | Dreizehenspecht  | Picoides tridactylus | (Linnaeus, 1758)             | LC          | реліктова популяція у субальпійських районах                                                           |            |
| Дятел середній                 | Mittelspecht     | Dendrocoptes medius  | (Linnaeus, 1758)             | LC          | досить поширений по країні, але ніде не численний                                                      |            |
| Дятел малий                    | Kleinspecht      | Dryobates minor      | Linnaeus, 1758               | LC          | досить поширений (16 000-32 000 пар)                                                                   |            |
| Дятел сирійський               | Blutspecht       | Dendrocopos syriacus | (Hemprich & Ehrenberg, 1833) | LC          | рідкісний бродяга, було кілька спостережень за сезоном розмноження,                                    |            |
| Дятел звичайний                | Buntspecht       | Dendrocopos major    | Linnaeus, 1758               | LC          | досить поширений                                                                                       |            |
| Дятел білоспинний              | Weißrückenspecht | Dendrocopos leucotos | (Bechstein, 1802)            | LC          | широко поширений в Альпах, локально у передгір'ї                                                       |            |
| Жовна чорна                    | Schwarzspecht    | Dryocopus martius    | Linnaeus, 1758               | LC          | по всій країні, близько 34 000 гніздяться в Німеччині                                                  |            |
| Жовна зелена                   | Grünspecht       | Picus viridis        | Linnaeus, 1758               | LC          | досить поширений, наприкінці 1990-х років німецьке поголів'я оцінювалося в 23 000-35 000 гніздових пар |            |
| Жовна сива                     | Grauspecht       | Picus canus          | (Gmelin, 1788)               | LC          | досить поширений на півдні країни, близько 15 000 пар                                                  |            |

## Ряд Соколоподібні (Falconiformes)

### Родина Соколові (Falconidae)
| Українська назва                   | Німецька назва | Латинська назва   | Автор таксона   | Статус МСОП | Поширення у Німеччині                                                                                          | Зображення |
| Ряд: Соколоподібні (Falconiformes) |                |                   |                 |             | |            |
| Родина: Соколові (Falconidae)      |                |                   |                 |             | |            |
| Боривітер степовий                 | Rötelfalke     | Falco naumanni    | Fleischer, 1818 | LC          | рідкісний мігрант                                                                                              |            |
| Боривітер звичайний                | Turmfalke      | Falco tinnunculus | Linnaeus, 1758  | LC          | досить поширений, на початку 21 століття популяція оцінювалася від 42 000 до 68 000 пар                        |            |
| Кібчик                             | Rotfußfalke    | Falco vespertinus | Linnaeus, 1766  | VU          | залітний під час міграцій                                                                                      |            |
| Підсоколик Елеонори                | Eleonorenfalke | Falco eleonorae   | Gene, 1839      | LC          | рідкісний залітний                                                                                             |            |
| Підсоколик малий                   | Merlin         | Falco columbarius | Linnaeus, 1758  | LC          | регулярно на зимівлі                                                                                           |            |
| Підсоколик великий                 | Baumfalke      | Falco subbuteo    | Linnaeus, 1758  | LC          | фрагментарно поширений, від 2700 до 3000 гніздових пар                                                         |            |
| Балабан                            | Würgfalke      | Falco cherrug     | Linnaeus, 1758  | EN          | бродяжний птах, У 1997 і 1998 роках пара балабанів розплодилася в німецькій частині Ельбських пісковикових гір |            |
| Кречет                             | Gerfalke       | Falco rusticolus  | Linnaeus, 1758  | LC          | рідкісний зимовий гість на півночі                                                                             |            |
| Сапсан                             | Wanderfalke    | Falco peregrinus  | Tunstall, 1771  | LC          | фрагментарно поширений, 950 гніздових пар                                                                      |            |

## Ряд Папугоподібні (Psittaciformes)

### Родина Папугові (Psittaculidae)
| Українська назва                    | Німецька назва  | Латинська назва    | Автор таксона   | Статус МСОП | Поширення у Німеччині                                                       | Зображення |
| Ряд: Папугоподібні (Psittaciformes) |                 |                    |                 |             |                                                                             |            |
| Родина: Папугові (Psittaculidae)    |                 |                    |                 |             |                                                                             |            |
| Папуга Крамера                      | Halsbandsittich | Psittacula krameri | (Scopoli, 1769) | LC          | інтродукований у декількох містах, популяція налічує 7500 птахів (2011 рік) |            |

## Ряд Горобцеподібні (Passeriformes)
Переважно дрібні і середньої величини птахи, що значно різняться за зовнішнім виглядом, способом життя, умовами проживання і способами добування їжі. Поширені по всьому світу. Відомо близько 5400 видів, з них на території Німеччини зафіксовано 209 видів.

### Родина Сорокопудові (Laniidae)
| Українська назва                    | Німецька назва     | Латинська назва       | Автор таксона              | Статус МСОП | Поширення у Німеччині                                                   | Зображення |
| Ряд: Горобцеподібні (Passeriformes) |                    |                       |                            |             |                                                                         |            |
| Родина: Сорокопудові (Laniidae)     |                    |                       |                            |             |                                                                         |            |
| Сорокопуд сибірський                | Braunwürger        | Lanius cristatus      | Linnaeus, 1758             | LC          | рідкісний залітний                                                      |            |
| Сорокопуд терновий                  | Neuntöter          | Lanius collurio       | Linnaeus, 1758             | LC          | досить поширений, популяція стабільна 90 000-190 000 гніздових пар      |            |
| Сорокопуд рудохвостий               | Isabellwürger      | Lanius isabellinus    | Hemprich & Ehrenberg, 1833 | LC          | рідкісний залітний                                                      |            |
| Сорокопуд горихвістковий            | Rotschwanzwürger   | Lanius phoenicuroides | Schalow, 1875              | LC          | рідкісний залітний                                                      |            |
| Сорокопуд чорнолобий                | Schwarzstirnwürger | Lanius minor          | Gmelin, 1788               | LC          | залітний; гніздився в Німеччині до 1950-х років, зараз не розмножується |            |
| Сорокопуд сірий                     | Raubwürger         | Lanius excubitor      | Linnaeus, 1758             | LC          | фрагментарний ареал                                                     |            |
| Сорокопуд червоноголовий            | Rotkopfwürger      | Lanius senator        | Linnaeus, 1758             | LC          | фрагментарно поширений, у багатьох районах вимер                        |            |
| Сорокопуд білолобий                 | Maskenwürger       | Lanius nubicus        | Lichtenstein, MHC, 1823    | LC          | рідкісний залітний                                                      |            |

### Родина Віреонові (Vireonidae)
| Українська назва                    | Німецька назва | Латинська назва  | Автор таксона    | Статус МСОП | Поширення у Німеччині | Зображення |
| Ряд: Горобцеподібні (Passeriformes) |                |                  |                  |             |                       |            |
| Родина: Віреонові (Vireonidae)      |                |                  |                  |             |                       |            |
| Віреон жовтогорлий                  | Gelbkehlvireo  | Vireo flavifrons | (Vieillot, 1808) | LC          | рідкісний залітний    |            |
| Віреон червоноокий                  | Rotaugenvireo  | Vireo olivaceus  | (Linnaeus, 1766) | LC          | рідкісний залітний    |            |

### Родина Вивільгові (Oriolidae)
| Українська назва                    | Німецька назва | Латинська назва | Автор таксона  | Статус МСОП | Поширення у Німеччині        | Зображення |
| Ряд: Горобцеподібні (Passeriformes) |                |                 |                |             |                              |            |
| Родина: Вивільгові (Oriolidae)      |                |                 |                |             |                              |            |
| Вивільга звичайна                   | Pirol          | Oriolus oriolus | Linnaeus, 1758 | LC          | досить поширений на рівнинах |            |

### Родина Воронові (Corvidae)
| Українська назва                    | Німецька назва | Латинська назва         | Автор таксона    | Статус МСОП | Поширення у Німеччині | Зображення |
| Ряд: Горобцеподібні (Passeriformes) |                |                         |                  |             | |            |
| Родина: Воронові (Corvidae)         |                |                         |                  |             | |            |
| Сойка                               | Eichelhäher    | Garrulus glandarius     | Linnaeus, 1758   | LC          | досить поширений |            |
| Сорока звичайна                     | Elster         | Pica pica               | Linnaeus, 1758   | LC          | досить поширений |            |
| Горіхівка                           | Tannenhäher    | Nucifraga caryocatactes | Linnaeus, 1758   | LC          | у хвойних лісах на півдні країни |            |
| Галка червонодзьоба                 | Alpenkrähe     | Pyrrhocorax pyrrhocorax | Linnaeus, 1758   | LC          | залітні птахи спостерігалися у 19 столітті |            |
| Галка альпійська                    | Alpendohle     | Pyrrhocorax graculus    | Linnaeus, 1758   | LC          | поширений в Альпах |            |
| Галка                               | Dohle          | Corvus monedula         | Linnaeus, 1758   | LC          | досить поширений |            |
| Грак                                | Saatkrähe      | Corvus frugilegus       | Linnaeus, 1758   | LC          | поширений осілий птах |            |
| Ворона чорна                        | Rabenkrähe     | Corvus corone           | Linnaeus, 1758   | LC          | осілий гніздовий птах |            |
| Ворона сіра                         | Nebelkrähe     | Corvus cornix           | (Linnaeus, 1758) | LC          | досить поширений на сході країни |            |
| Крук                                | Kolkrabe       | Corvus corax            | Linnaeus, 1758   | LC          | до 1940 року вид залишився лише у Шлезвіг-Гольштейні, на решті території він вимер; приблизно з 1960 року популяція почала відновлюватися на сході країни. |            |

### Родина Омелюхові (Bombycillidae)
| Українська назва                    | Німецька назва | Латинська назва     | Автор таксона  | Статус МСОП | Поширення у Німеччині          | Зображення |
| Ряд: Горобцеподібні (Passeriformes) |                |                     |                |             |                                |            |
| Родина: Омелюхові (Bombycillidae)   |                |                     |                |             |                                |            |
| Омелюх звичайний                    | Seidenschwanz  | Bombycilla garrulus | Linnaeus, 1758 | LC          | численний птах під час зимівлі |            |

### Родина Синицеві (Paridae)
| Українська назва                    | Німецька назва | Латинська назва       | Автор таксона     | Статус МСОП | Поширення у Німеччині           | Зображення |
| Ряд: Горобцеподібні (Passeriformes) |                |                       |                   |             |                                 |            |
| Родина: Синицеві (Paridae)          |                |                       |                   |             |                                 |            |
| Синиця чорна                        | Tannenmeise    | Parus ater            | Linnaeus, 1758    | LC          | досить поширений по всій країні |            |
| Синиця чубата                       | Haubenmeise    | Lophophanes cristatus | Linnaeus, 1758    | LC          | досить поширений по всій країні |            |
| Гаїчка болотяна                     | Sumpfmeise     | Poecile palustris     | Linnaeus, 1758    | LC          | досить поширений                |            |
| Гаїчка-пухляк                       | Weidenmeise    | Poecile montanus      | Baldenstein, 1827 | LC          | досить поширений                |            |
| Синиця блакитна                     | Blaumeise      | Parus caeruleus       | Linnaeus, 1758    | LC          | широко поширений на всій країні |            |
| Синиця біла                         | Lasurmeise     | Parus cyanus          | (Pallas, 1770)    | LC          | рідкісний бродяга               |            |
| Синиця велика                       | Kohlmeise      | Parus major           | Linnaeus, 1758    | LC          | широко поширений по всій країні |            |

### Родина Ремезові (Remizidae)
| Українська назва                    | Німецька назва | Латинська назва  | Автор таксона  | Статус МСОП | Поширення у Німеччині         | Зображення |
| Ряд: Горобцеподібні (Passeriformes) |                |                  |                |             |                               |            |
| Родина: Ремезові (Remizidae)        |                |                  |                |             |                               |            |
| Ремез                               | Beutelmeise    | Remiz pendulinus | Linnaeus, 1758 | LC          | досить поширений фрагментарно |            |

### Родина Вусаті синиці (Panuridae)
| Українська назва                    | Німецька назва | Латинська назва   | Автор таксона  | Статус МСОП | Поширення у Німеччині | Зображення |
| Ряд: Горобцеподібні (Passeriformes) |                |                   |                |             | |            |
| Родина: Вусаті синиці (Panuridae)   |                |                   |                |             | |            |
| Синиця вусата                       | Bartmeise      | Panurus biarmicus | Linnaeus, 1758 | LC          | прибережні райони Північного та Балтійського морів, на решті території рідкісні гніздування (загальна популяція від 1400 до 2700 гніздових пар) |            |

### Родина Жайворонкові (Alaudidae)
| Українська назва                    | Німецька назва       | Латинська назва            | Автор таксона    | Статус МСОП | Поширення у Німеччині                                                                                            | Зображення |
| Ряд: Горобцеподібні (Passeriformes) |                      |                            |                  |             | |            |
| Родина: Жайворонкові (Alaudidae)    |                      |                            |                  |             | |            |
| Жайворонок лісовий                  | Heidelerche          | Lullula arborea            | Linnaeus, 1758   | LC          | помірно поширений по всій країні, (27 000-47 000 пар)                                                            |            |
| Жайворонок білокрилий               | Weißflügellerche     | Melanocorypha leucoptera   | Pallas, 1811     | LC          | рідкісний залітний                                                                                               |            |
| Жайворонок польовий                 | Feldlerche           | Alauda arvensis            | Linnaeus, 1758   | LC          | поширений по всій країні, 2,1-3,2 мільйона пар                                                                   |            |
| Посмітюха                           | Haubenlerche         | Galerida cristata          | Linnaeus, 1758   | LC          | фрагментарне поширення, 3700-6000 пар, переважно у федеральних землях Бранденбург і Мекленбург-Передня Померанія |            |
| Жайворонок рогатий                  | Ohrenlerche          | Eremophila alpestris       | Linnaeus, 1758   | LC          | постійний зимовий гість на морському узбережжі                                                                   |            |
| Жайворонок малий                    | Kurzzehenlerche      | Calandrella brachydactyla  | Leisler, 1814    | LC          | регулярний мігрант                                                                                               |            |
| Жайворонок степовий                 | Kalanderlerche       | Melanocorypha calandra     | Linnaeus, 1766   | LC          | рідкісний залітний                                                                                               |            |
| Жайворонок двоплямистий             | Bergkalanderlerche   | Melanocorypha bimaculata   | Menetries, 1832  | LC          | рідкісний залітний, вперше спостерігався у 2019 році                                                             |            |
| Жайворонок чорний                   | Schwarzsteppenlerche | Melanocorypha yeltoniensis | (Forster, 1768)  | LC          | рідкісний бродяга                                                                                                |            |
| Жайворонок сірий                    | Stummellerche        | Calandrella rufescens      | (Vieillot, 1820) | LC          | рідкісний бродяга                                                                                                |            |

### Родина Ластівкові (Hirundinidae)
| Українська назва                    | Німецька назва | Латинська назва        | Автор таксона   | Статус МСОП | Поширення у Німеччині | Зображення |
| Ряд: Горобцеподібні (Passeriformes) |                |                        |                 |             |                       |            |
| Родина: Ластівкові (Hirundinidae)   |                |                        |                 |             |                       |            |
| Ластівка берегова                   | Uferschwalbe   | Riparia riparia        | Linnaeus, 1758  | LC          | повсюдно, перелітний  |            |
| Білозорка річкова                   | Felsenschwalbe | Ptyonoprogne rupestris | (Scopoli, 1769) | LC          | в альпійських районах |            |
| Ластівка сільська                   | Rauchschwalbe  | Hirundo rustica        | Linnaeus, 1758  | LC          | повсюдно              |            |
| Ластівка міська                     | Mehlschwalbe   | Delichon urbicum       | Linnaeus, 1758  | LC          | повсюдно              |            |
| Ластівка даурська                   | Rötelschwalbe  | Cecropis daurica       | Linnaeus, 1771  | LC          | регулярний бродяга    |            |

### Родина Cettiidae
| Українська назва                    | Німецька назва | Латинська назва | Автор таксона    | Статус МСОП | Поширення у Німеччині            | Зображення |
| Ряд: Горобцеподібні (Passeriformes) |                |                 |                  |             |                                  |            |
| Родина: Cettiidae                   |                |                 |                  |             |                                  |            |
| Очеретянка середземноморська        | Seidensänger   | Cettia cetti    | (Temminck, 1820) | LC          | рідкісні гніздування з 1975 року |            |

### Родина Довгохвостосиницеві (Aegithalidae)
| Українська назва                           | Німецька назва | Латинська назва     | Автор таксона  | Статус МСОП | Поширення у Німеччині           | Зображення |
| Ряд: Горобцеподібні (Passeriformes)        |                |                     |                |             |                                 |            |
| Родина: Довгохвостосиницеві (Aegithalidae) |                |                     |                |             |                                 |            |
| Синиця довгохвоста                         | Schwanzmeise   | Aegithalos caudatus | Linnaeus, 1758 | LC          | досить поширений по всій країні |            |

### Родина Вівчарикові (Phylloscopidae)
| Українська назва                     | Німецька назва          | Латинська назва            | Автор таксона      | Статус МСОП | Поширення у Німеччині | Зображення |
| Ряд: Горобцеподібні (Passeriformes)  |                         |                            |                    |             | |            |
| Родина: Вівчарикові (Phylloscopidae) |                         |                            |                    |             | |            |
| Вівчарик жовтобровий                 | Waldlaubsänger          | Phylloscopus sibilatrix    | Bechstein, 1793    | LC          | поширений перелітний гніздовий птах |            |
| Вівчарик світлочеревий               | Berglaubsänger          | Phylloscopus bonelli       | (Vieillot, 1819)   | LC          | розмножується в Альпах та на півдні Шварцвальду, на північ зустрічаються лише нерегулярні поодинокі гніздування                                                                |            |
| Вівчарик алтайський                  | Tienschan-Laubsänger    | Phylloscopus humei         | Brooks, 1878       | LC          | рідкісний бродяга |            |
| Вівчарик лісовий                     | Gelbbrauen-Laubsänger   | Phylloscopus inornatus     | Blyth, 1842        | LC          | залітний, щорічно зустрічається в невеликій кількості на узбережжі Північного і Балтійського морів                                                                             |            |
| Вівчарик золотомушковий              | Goldhähnchen-Laubsänger | Phylloscopus proregulus    | (Pallas, 1811)     | LC          | залітний з Сибіру |            |
| Вівчарик товстодзьобий               | Bartlaubsänger          | Phylloscopus schwarzi      | (Radde, 1863)      | LC          | залітний з Азії, спостерігався на узбережжі Північного моря |            |
| Вівчарик бурий                       | Dunkellaubsänger        | Phylloscopus fuscatus      | Blyth, 1842        | LC          | залітний, щорічно спостерігався в районах Балтійського та Північного морів |            |
| Вівчарик весняний                    | Fitis                   | Phylloscopus trochilus     | Linnaeus, 1758     | LC          | поширений перелітний гніздовий птах |            |
| Вівчарик-ковалик                     | Zilpzalp                | Phylloscopus collybita     | (Vieillot, 1817)   | LC          | поширений перелітний гніздовий птах |            |
| Вівчарик іберійський                 | Iberienzilpzalp         | Phylloscopus ibericus      | (Vieillot, 1817)   | LC          | рідкісний залітний з Південної Європи |            |
| Вівчарик оливковий                   | Kronenlaubsänger        | Phylloscopus coronatus     | (Vieillot, 1817)   | LC          | рідкісний залітний |            |
| Вівчарик жовточеревий                | Wacholderlaubsänger     | Phylloscopus nitidus       | (Blyth, 1843)      | LC          | рідкісний залітний; У Німеччині він був зареєстрований чотири рази: у жовтні 1867 року, у червні 1997 року та червні 1998 року на Гельголанді та в червні 2016 року на Меллумі |            |
| Вівчарик амурський                   | Middendorff-Laubsänger  | Phylloscopus plumbeitarsus | (R. Swinhoe, 1861) | LC          | рідкісний залітний, єдине спостереження у вересні 2011 року на острові Меллум у Північному морі                                                                                |            |
| Вівчарик зелений                     | Grünlaubsänger          | Phylloscopus trochiloides  | Sundevall, 1837    | LC          | Мекленбург-Передня Померанія є західною межею ареалу виду |            |
| Вівчарик шелюговий                   | Wanderlaubsänger        | Phylloscopus borealis      | Blasius, 1858      | LC          | залітний з Сибіру |            |

### Родина Очеретянкові (Acrocephalidae)
| Українська назва                      | Німецька назва     | Латинська назва            | Автор таксона      | Статус МСОП | Поширення у Німеччині | Зображення |
| Ряд: Горобцеподібні (Passeriformes)   |                    |                            |                    |             | |            |
| Родина: Очеретянкові (Acrocephalidae) |                    |                            |                    |             | |            |
| Очеретянка велика                     | Drosselrohrsänger  | Acrocephalus arundinaceus  | Linnaeus, 1758     | LC          | фрагментарно |            |
| Очеретянка тонкодзьоба                | Mariskenrohrsänger | Acrocephalus melanopogon   | (Temminck, 1823)   | LC          | залітний |            |
| Очеретянка прудка                     | Seggenrohrsänger   | Acrocephalus paludicola    | Vieillot, 1817     | VU          | гніздиться вздовж річки Одер, але популяція критично зменшується (з 34 гнізд у 1995 до 12 у 2005), численний під час сезонних міграцій |            |
| Очеретянка лучна                      | Schilfrohrsänger   | Acrocephalus schoenobaenus | Linnaeus, 1758     | LC          | поширений нерівномірно по всій країні                                                                                                  |            |
| Очеретянка індійська                  | Feldrohrsänger     | Acrocephalus agricola      | Jerdon, 1845       | LC          | рідкісний залітний |            |
| Очеретянка садова                     | Buschrohrsänger    | Acrocephalus dumetorum     | Blyth, 1849        | LC          | рідкісний мігрант |            |
| Очеретянка ставкова                   | Teichrohrsänger    | Acrocephalus scirpaceus    | Hermann, 1804      | LC          | досить поширений |            |
| Очеретянка чагарникова                | Sumpfrohrsänger    | Acrocephalus palustris     | Linnaeus, 1758     | LC          | широко поширений і звичайний гніздовий і літній птах                                                                                   |            |
| Берестянка мала                       | Buschspötter       | Hippolais caligata         | Lichtenstein, 1823 | LC          | рідкісний залітний |            |
| Берестянка південна                   | Steppenspötter     | Iduna rama                 | (Sykes, 1832)      | LC          | рідкісний залітний |            |
| Берестянка бліда                      | Blassspötter       | Hippolais pallida          | Ehrenberg, 1833    | LC          | рідкісний залітний, спостерігався тричі                                                                                                |            |
| Берестянка багатоголоса               | Orpheusspötter     | Hippolais polyglotta       | (Vieillot, 1817)   | LC          | розмножується на південному заході країни; вперше гніздування помічено у 1983 році, з цього часу популяція збільшилася до 750 пар      |            |
| Берестянка звичайна                   | Gelbspötter        | Hippolais icterina         | Vieillot, 1817     | LC          | досить поширений |            |

### Родина Кобилочкові (Locustellidae)
| Українська назва                    | Німецька назва  | Латинська назва         | Автор таксона  | Статус МСОП | Поширення у Німеччині                                                                                       | Зображення |
| Ряд: Горобцеподібні (Passeriformes) |                 |                         |                |             | |            |
| Родина: Кобилочкові (Locustellidae) |                 |                         |                |             | |            |
| Кобилочка співоча                   | Streifenschwirl | Helopsaltes certhiola   | (Pallas, 1811) | LC          | рідкісний залітний                                                                                          |            |
| Кобилочка плямиста                  | Strichelschwirl | Locustella lanceolata   | Temminck, 1840 | LC          | єдине спостереження на Гельголанді                                                                          |            |
| Кобилочка річкова                   | Schlagschwirl   | Locustella fluviatilis  | Wolf, 1810     | LC          | фрагментарно, переважно на сході, від 3500 до 10000 пар                                                     |            |
| Кобилочка-цвіркун                   | Feldschwirl     | Locustella naevia       | Boddaert, 1783 | LC          | поширений перелітний гніздовий птах                                                                         |            |
| Кобилочка солов'їна                 | Rohrschwirl     | Locustella luscinioides | Savi, 1824     | LC          | звичайний, локально поширений гніздовий і літній птах, налічується приблизно від 3300 до 7500 гніздових пар |            |

### Родина Тамікові (Cisticolidae)
| Українська назва                    | Німецька назва | Латинська назва    | Автор таксона      | Статус МСОП | Поширення у Німеччині                                                                                        | Зображення |
| Ряд: Горобцеподібні (Passeriformes) |                |                    |                    |             | |            |
| Родина: Тамікові (Cisticolidae)     |                |                    |                    |             | |            |
| Таміка віялохвоста                  | Zistensänger   | Cisticola juncidis | (Rafinesque, 1810) | LC          | З 1977 по 2018 роки зафіксовано 17 бродяжних птахів, у 2020 році спостерігалося гніздування двох пар у Саарі |            |

### Родина Кропив'янкові (Sylviidae)
| Українська назва                    | Німецька назва         | Латинська назва      | Автор таксона              | Статус МСОП | Поширення у Німеччині                                                       | Зображення |
| Ряд: Горобцеподібні (Passeriformes) |                        |                      |                            |             |                                                                             |            |
| Родина: Кропив'янкові (Sylviidae)   |                        |                      |                            |             |                                                                             |            |
| Кропив'янка чорноголова             | Mönchsgrasmücke        | Sylvia atricapilla   | Linnaeus, 1758             | LC          | звичайний гніздовий птах                                                    |            |
| Кропив'янка садова                  | Gartengrasmücke        | Sylvia borin         | Boddaert, 1783             | LC          | поширений перелітний гніздовий птах, від 0,8 до 1,4 мільйона гніздових пар. |            |
| Кропив'янка рябогруда               | Sperbergrasmücke       | Sylvia nisoria       | Bechstein, 1795            | LC          | поширений на сході країни, фрагментарно на заході                           |            |
| Кропив'янка прудка                  | Klappergrasmücke       | Sylvia curruca       | Linnaeus, 1758             | LC          | поширений перелітний гніздовий птах                                         |            |
| Кропив'янка співоча                 | Orpheusgrasmücke       | Sylvia hortensis     | (Gmelin, 1789)             | LC          | рідкісний бродяга                                                           |            |
| Кропив'янка пустельна               | Wüstengrasmücke        | Sylvia nana          | Hemprich & Ehrenberg, 1833 | LC          | рідкісний бродяга                                                           |            |
| Кропив'янка сіра                    | Dorngrasmücke          | Sylvia communis      | Latham, 1787               | LC          | поширений перелітний гніздовий птах                                         |            |
| Кропив'янка прованська              | Dartford warbler       | Sylvia undata        | (Boddaert, 1783)           | LC          | рідкісний бродяга                                                           |            |
| Кропив'янка піренейська             | Brillengrasmücke       | Sylvia conspicillata | (Temminck, 1820)           | LC          | рідкісний бродяга                                                           |            |
| Кропив'янка червоновола             | Weißbart-Grasmücke     | Sylvia cantillans    | Pallas, 1764               | LC          | Залітний                                                                    |            |
| Кропив'янка південноєвропейська     | Ligurien-Bartgrasmücke | Sylvia subalpina     | (Temminck, 1820)           | LC          | рідкісний бродяга                                                           |            |
| Кропив'янка середземноморська       | Samtkopf-Grasmücke     | Sylvia melanocephala | (Gmelin, 1789              | LC          | рідкісний бродяга                                                           |            |

### Родина Золотомушкові (Regulidae)
| Українська назва                    | Німецька назва     | Латинська назва      | Автор таксона  | Статус МСОП | Поширення у Німеччині | Зображення |
| Ряд: Горобцеподібні (Passeriformes) |                    |                      |                |             |                       |            |
| Родина: Золотомушкові (Regulidae)   |                    |                      |                |             |                       |            |
| Золотомушка жовточуба               | Wintergoldhähnchen | Regulus regulus      | Linnaeus, 1758 | LC          | поширений осілий птах |            |
| Золотомушка червоночуба             | Sommergoldhähnchen | Regulus ignicapillus | Temminck, 1820 | LC          | досить поширений      |            |

### Родина Воловоочкові (Troglodytidae)
| Українська назва                     | Німецька назва | Латинська назва         | Автор таксона  | Статус МСОП | Поширення у Німеччині                                                               | Зображення |
| Ряд: Горобцеподібні (Passeriformes)  |                |                         |                |             |                                                                                     |            |
| Родина: Воловоочкові (Troglodytidae) |                |                         |                |             |                                                                                     |            |
| Волове очко                          | Zaunkönig      | Troglodytes troglodytes | Linnaeus, 1758 | LC          | повсюдно, чисельність популяції в Німеччині оцінюється від 2,0 до 2,5 мільйонів пар |            |

### Родина Повзикові (Sittidae)
| Українська назва                    | Німецька назва | Латинська назва | Автор таксона  | Статус МСОП | Поширення у Німеччині                                  | Зображення |
| Ряд: Горобцеподібні (Passeriformes) |                |                 |                |             |                                                        |            |
| Родина: Повзикові (Sittidae)        |                |                 |                |             |                                                        |            |
| Повзик звичайний                    | Kleiber        | Sitta europaea  | Linnaeus, 1758 | LC          | досить поширений, від 730 000 до 950 000 гніздових пар |            |

### Родина Стінолазові (Tichodromidae)
| Українська назва                    | Німецька назва | Латинська назва    | Автор таксона  | Статус МСОП | Поширення у Німеччині  | Зображення |
| Ряд: Горобцеподібні (Passeriformes) |                |                    |                |             |                        |            |
| Родина: Стінолазові (Tichodromidae) |                |                    |                |             |                        |            |
| Стінолаз                            | Mauerläufer    | Tichodroma muraria | Linnaeus, 1766 | LC          | зрідка зимує на півдні |            |

### Родина Підкоришникові (Certhiidae)
| Українська назва                    | Німецька назва   | Латинська назва       | Автор таксона  | Статус МСОП | Поширення у Німеччині | Зображення |
| Ряд: Горобцеподібні (Passeriformes) |                  |                       |                |             |                       |            |
| Родина: Підкоришникові (Certhiidae) |                  |                       |                |             |                       |            |
| Підкоришник звичайний               | Waldbaumläufer   | Certhia familiaris    | Linnaeus, 1758 | LC          | досить поширений      |            |
| Підкоришник короткопалий            | Gartenbaumläufer | Certhia brachydactyla | Brehm, 1820    | LC          | досить поширений      |            |

### Родина Пересмішникові (Mimidae)
| Українська назва                    | Німецька назва | Латинська назва        | Автор таксона  | Статус МСОП | Поширення у Німеччині | Зображення |
| Ряд: Горобцеподібні (Passeriformes) |                |                        |                |             |                       |            |
| Родина: Пересмішникові (Mimidae)    |                |                        |                |             |                       |            |
| Пересмішник сірий                   | Katzenvogel    | Dumetella carolinensis | Linnaeus, 1766 | LC          | рідкісний залітний    |            |

### Родина Шпакові (Sturnidae)
| Українська назва                    | Німецька назва | Латинська назва  | Автор таксона  | Статус МСОП | Поширення у Німеччині                         | Зображення |
| Ряд: Горобцеподібні (Passeriformes) |                |                  |                |             |                                               |            |
| Родина: Шпакові (Sturnidae)         |                |                  |                |             |                                               |            |
| Шпак рожевий                        | Rosenstar      | Sturnus roseus   | Linnaeus, 1758 | LC          | залітний                                      |            |
| Шпак звичайний                      | Star           | Sturnus vulgaris | Linnaeus, 1758 | LC          | досить поширений осілий птах, 2,3-2,8 млн пар |            |

### Родина Дроздові (Turdidae)
| Українська назва                    | Німецька назва          | Латинська назва    | Автор таксона    | Статус МСОП | Поширення у Німеччині                                 | Зображення |
| Ряд: Горобцеподібні (Passeriformes) |                         |                    |                  |             |                                                       |            |
| Родина: Дроздові (Turdidae)         |                         |                    |                  |             |                                                       |            |
| Квічаль сибірський                  | Schieferdrossel         | Geokichla sibirica | (Pallas, 1776)   | LC          | рідкісний залітний                                    |            |
| Квічаль тайговий                    | Erddrossel              | Zoothera aurea     | (Holandre, 1825) | LC          | рідкісний залітний з Сибіру                           |            |
| Дрізд-короткодзьоб малий            | Grauwangen-Musendrossel | Catharus minimus   | Lafresnaye, 1848 | LC          | рідкісний залітний з Америки                          |            |
| Дрізд-короткодзьоб Свенсона         | Zwergmusendrossel       | Catharus ustulatus | Nuttall, 1840    | LC          | рідкісний залітний з Америки                          |            |
| Дрізд-короткодзьоб плямистоволий    | Einsiedler-Musendrossel | Catharus guttatus  | (Pallas, 1811)   | LC          | рідкісний залітний з Америки                          |            |
| Дрізд індійський                    | Einfarbdrossel          | Turdus unicolor    | Tickell, 1833    | LC          | рідкісний залітний                                    |            |
| Дрізд гірський                      | Ringdrossel             | Turdus torquatus   | Linnaeus, 1758   | LC          | гніздиться у гірських районах                         |            |
| Дрізд чорний                        | Amsel                   | Turdus merula      | Linnaeus, 1758   | LC          | дуже поширений осілий птах, 7,9-9,5 млн гніздових пар |            |
| Дрізд вузькобровий                  | Weißbrauendrossel       | Turdus obscurus    | Gmelin, 1789     | LC          | залітний з Сибіру                                     |            |
| Дрізд чорноволий                    | Schwarzkehldrossel      | Turdus atrogularis | Jarocki, 1819    | LC          | рідкісний залітний                                    |            |
| Дрізд рудоволий                     | Rotkehldrossel          | Turdus ruficollis  | Pallas, 1776     | LC          | рідкісний залітний                                    |            |
| Дрізд Наумана                       | Naumanndrossel          | Turdus naumanni    | Temminck, 1820   | LC          | рідкісний залітний                                    |            |
| Дрізд темний                        | Rostflügeldrossel       | Turdus eunomus     | Temminck, 1831   | LC          | рідкісний залітний                                    |            |
| Чикотень                            | Wacholderdrossel        | Turdus pilaris     | Linnaeus, 1758   | LC          | звичайний гніздовий птах                              |            |
| Дрізд білобровий                    | Rotdrossel              | Turdus iliacus     | Linnaeus, 1766   | NT          | звичайний на зимівлі                                  |            |
| Дрізд співочий                      | Singdrossel             | Turdus philomelos  | Brehm, 1831      | LC          | повсюдно, осілий на заході країни                     |            |
| Дрізд-омелюх                        | Misteldrossel           | Turdus viscivorus  | Linnaeus, 1758   | LC          | досить поширений осілий птах                          |            |
| Дрізд мандрівний                    | Wanderdrossel           | Turdus migratorius | Brehm, 1831      | LC          | залітний з Америки                                    |            |

### Родина Мухоловкові (Muscicapidae)
| Українська назва                    | Німецька назва            | Латинська назва         | Автор таксона    | Статус МСОП | Поширення у Німеччині                                                                                              | Зображення |
| Ряд: Горобцеподібні (Passeriformes) |                           |                         |                  |             | |            |
| Родина: Мухоловкові (Muscicapidae)  |                           |                         |                  |             | |            |
| Соловейко рудохвостий               | Heckensänger              | Cercotrichas galactotes | Temminck, 1820   | LC          | залітний з Південної Європи                                                                                        |            |
| Мухоловка сіра                      | Grauschnäpper             | Muscicapa striata       | Pallas, 1764     | LC          | досить поширений гніздовий птах                                                                                    |            |
| Вільшанка                           | Rotkehlchen               | Erithacus rubecula      | Linnaeus, 1758   | LC          | досить поширений осілий птах, від 2,8 до 3,4 мільйона гніздових пар                                                |            |
| Синьошийка                          | Blaukehlchen              | Luscinia svecica        | Linnaeus, 1758   | LC          | ареал дуже фрагментований, 7000-8300 гніздових пар                                                                 |            |
| Соловейко східний                   | Sprosser                  | Luscinia luscinia       | Linnaeus, 1758   | LC          | поширений на сході та півночі країни                                                                               |            |
| Соловейко західний                  | Nachtigall                | Luscinia megarhynchos   | Brehm, 1831      | LC          | досить поширений                                                                                                   |            |
| Соловейко червоногорлий             | Rubinkehlchen             | Calliope calliope       | (Pallas, 1776)   | LC          | рідкісний мігрант                                                                                                  |            |
| Синьохвіст тайговий                 | Blauschwanz               | Tarsiger cyanurus       | Pallas, 1773     | LC          | рідкісний мігрант                                                                                                  |            |
| Мухоловка строката                  | Trauerschnäpper           | Ficedula hypoleuca      | Pallas, 1764     | LC          | досить поширений                                                                                                   |            |
| Мухоловка білошия                   | Halsbandschnäpper         | Ficedula albicollis     | Temminck, 1815   | LC          | розмножується на півдні країни, 3000-6000 гніздових пар                                                            |            |
| Мухоловка мала                      | Zwergschnäpper            | Ficedula parva          | Bechstein, 1792  | LC          | невеликі популяції на сході країни                                                                                 |            |
| Горихвістка чорна                   | Hausrotschwanz            | Phoenicurus ochruros    | Gmelin, 1774     | LC          | розмножується по всій країні (до 1 млн гніздових пар), перелітний                                                  |            |
| Горихвістка звичайна                | Gartenrotschwanz          | Phoenicurus phoenicurus | Linnaeus, 1758   | LC          | досить поширений перелітний гніздовий птах, але всюди нечисленний                                                  |            |
| Скеляр строкатий                    | Steinrötel                | Monticola saxatilis     | (Linnaeus, 1766) | LC          | розмножувався у 19 столітті на півдні країни, з 2000 року знову гніздиться у Баварських Альпах (2-5 гніздових пар) |            |
| Скеляр синій                        | Blaumerle                 | Monticola solitarius    | (Linnaeus, 1758) | LC          | рідкісний залітний                                                                                                 |            |
| Трав'янка лучна                     | Braunkehlchen             | Saxicola rubetra        | Linnaeus, 1758   | LC          | досить поширений влітку, від 29 000 до 52 000 гніздових пар                                                        |            |
| Трав'янка європейська               | Schwarzkehlchen           | Saxicola rubicola       | Linnaeus, 1766   | LC          | поширений перелітний гніздовий птах, але на півночі рідкісний                                                      |            |
| Трав'янка білошия                   | Pallasschwarzkehlchen     | Saxicola maurus         | (Pallas, 1773)   | LC          | рідкісний залітний з Сибіру                                                                                        |            |
| Кам'янка звичайна                   | Steinschmätzer            | Oenanthe oenanthe       | Linnaeus, 1758   | LC          | рідкісний у гірських районах                                                                                       |            |
| Кам'янка попеляста                  | Isabellsteinschmätzer     | Oenanthe isabellina     | Temminck, 1829   | LC          | рідкісний залітний                                                                                                 |            |
| Кам'янка пустельна                  | Wüstensteinschmätzer      | Oenanthe deserti        | Temminck, 1825   | LC          | залітний |            |
| Кам'янка іспанська                  | Mittelmeer-Steinschmätzer | Oenanthe hispanica      | Linnaeus, 1758   | LC          | залітний |            |
| Кам'янка лиса                       | Nonnensteinschmätzer      | Oenanthe pleschanka     | Lepechin, 1770   | LC          | рідкісний залітний                                                                                                 |            |

### Родина Пронуркові (Cinclidae)
| Українська назва                    | Німецька назва | Латинська назва | Автор таксона  | Статус МСОП | Поширення у Німеччині                | Зображення |
| Ряд: Горобцеподібні (Passeriformes) |                |                 |                |             |                                      |            |
| Родина: Пронуркові (Cinclidae)      |                |                 |                |             |                                      |            |
| Пронурок                            | Wasseramsel    | Cinclus cinclus | Linnaeus, 1758 | LC          | осілий птах у горах на півдні країни |            |

### Родина Горобцеві (Passeridae)
| Українська назва                    | Німецька назва | Латинська назва        | Автор таксона  | Статус МСОП | Поширення у Німеччині                                                | Зображення |
| Ряд: Горобцеподібні (Passeriformes) |                |                        |                |             |                                                                      |            |
| Родина: Горобцеві (Passeridae)      |                |                        |                |             |                                                                      |            |
| Горобець хатній                     | Haussperling   | Passer domesticus      | Linnaeus, 1758 | LC          | широко поширений осілий птах, 4-10 млн гніздових пар                 |            |
| Горобець польовий                   | Feldsperling   | Passer montanus        | Linnaeus, 1758 | LC          | поширений осілий птах на більшій території                           |            |
| Горобець скельний                   | Steinsperling  | Petronia petronia      | Linnaeus, 1766 | LC          | вимер в першій половині 20 століття, були невдалі спроби інтродукції |            |
| В'юрок сніговий                     | Schneesperling | Montifringilla nivalis | Linnaeus, 1766 | LC          | в Альпах                                                             |            |

### Родина Тинівкові (Prunellidae)
| Українська назва                    | Німецька назва       | Латинська назва      | Автор таксона            | Статус МСОП | Поширення у Німеччині                                                                             | Зображення |
| Ряд: Горобцеподібні (Passeriformes) |                      |                      |                          |             |                                                                                                   |            |
| Родина: Тинівкові (Prunellidae)     |                      |                      |                          |             |                                                                                                   |            |
| Тинівка альпійська                  | Alpenbraunelle       | Prunella collaris    | Scopoli, 1769            | LC          | в Альпах                                                                                          |            |
| Тинівка сибірська                   | Bergbraunelle        | Prunella montanella  | Pallas, 1776             | LC          | рідкісний залітний, спостерігався лише у 2016 році під час безпрецедентної міграції виду в Європу |            |
| Тинівка чорногорла                  | Schwarzkehlbraunelle | Prunella atrogularis | (J. F. von Brandt, 1844) | LC          | рідкісний залітний                                                                                |            |
| Тинівка лісова                      | Heckenbraunelle      | Prunella modularis   | Linnaeus, 1758           | LC          | поширений осілий птах                                                                             |            |

### Родина Плискові (Motacillidae)
| Українська назва                    | Німецька назва  | Латинська назва    | Автор таксона     | Статус МСОП | Поширення у Німеччині                                                  | Зображення |
| Ряд: Горобцеподібні (Passeriformes) |                 |                    |                   |             |                                                                        |            |
| Родина: Плискові (Motacillidae)     |                 |                    |                   |             |                                                                        |            |
| Плиска жовта                        | Schafstelze     | Motacilla flava    | Linnaeus, 1758    | LC          | досить поширений                                                       |            |
| Плиска жовтоголова                  | Zitronenstelze  | Motacilla citreola | Pallas, 1776      | LC          | залітний, з 1990-х років були перші ізольовані записи про гніздування. |            |
| Плиска гірська                      | Gebirgsstelze   | Motacilla cinerea  | Tunstall, 1771    | LC          | досить поширений, переважно у гірських регіонах                        |            |
| Плиска біла                         | Bachstelze      | Motacilla alba     | Linnaeus, 1758    | LC          | повсюдно, на півдні країни деякі популяції осілі                       |            |
| Щеврик азійський                    | Spornpieper     | Anthus richardi    | Vieillot, 1818    | LC          | щорічно під час сезонних міграцій вздовж морського узбережжя           |            |
| Щеврик забайкальський               | Steppenpieper   | Anthus godlewskii  | Taczanowski, 1876 | LC          | рідкісний залітний, спостерігався сім разів                            |            |
| Щеврик польовий                     | Brachpieper     | Anthus campestris  | Linnaeus, 1758    | LC          | фрагментарне поширення, численний під час сезонних міграцій            |            |
| Щеврик лучний                       | Wiesenpieper    | Anthus pratensis   | Linnaeus, 1758    | LC          | поширений по країні, а на заході осілий птах                           |            |
| Щеврик лісовий                      | Baumpieper      | Anthus trivialis   | Linnaeus, 1758    | LC          | повсюдно                                                               |            |
| Щеврик оливковий                    | Waldpieper      | Anthus hodgsoni    | Richmond, 1907    | LC          | рідкісний бродяга                                                      |            |
| Щеврик сибірський                   | Petschorapieper | Anthus gustavi     | Swinhoe, 1863     | LC          | рідкісний залітний                                                     |            |
| Щеврик червоногрудий                | Rotkehlpieper   | Anthus cervinus    | Linnaeus, 1758    | LC          | регулярний бродяга                                                     |            |
| Щеврик червоногрудий                | Pazifikpieper   | Anthus rubescens   | (Tunstall, 1771)  | LC          | рідкісний бродяга                                                      |            |
| Щеврик гірський                     | Bergpieper      | Anthus spinoletta  | Linnaeus, 1758    | LC          | в Альпах та передгір'ях                                                |            |
| Щеврик острівний                    | Strandpieper    | Anthus petrosus    | Montagu, 1798     | LC          | залітний                                                               |            |

### Родина В'юркові (Fringillidae)
| Українська назва                    | Німецька назва       | Латинська назва               | Автор таксона             | Статус МСОП | Поширення у Німеччині | Зображення |
| Ряд: Горобцеподібні (Passeriformes) |                      |                               |                           |             | |            |
| Родина: В'юркові (Fringillidae)     |                      |                               |                           |             | |            |
| Зяблик                              | Buchfink             | Fringilla coelebs             | Linnaeus, 1758            | LC          | повсюдно, частково перелітний |            |
| В'юрок                              | Bergfink             | Fringilla montifringilla      | Linnaeus, 1758            | LC          | звичайний під час зимівлі |            |
| Костогриз                           | Kernbeißer           | Coccothraustes coccothraustes | Linnaeus, 1758            | LC          | досить поширений |            |
| Смеречник                           | Hakengimpel          | Pinicola enucleator           | (Linnaeus, 1758)          | LC          | рідкісний бродяга |            |
| Снігур                              | Gimpel               | Pyrrhula pyrrhula             | Linnaeus, 1758            | LC          | поширений осілий птах |            |
| Снігар туркменський                 | Wüstengimpel         | Bucanetes githagineus         | (Lichtenstein, MHC, 1823) | LC          | рідкісний бродяга |            |
| Чечевиця звичайна                   | Karmingimpel         | Carpodacus erythrinus         | Pallas, 1770              | LC          | поширений у в Західній Померанії та уздовж узбережжя Балтійського моря, також існують ізольовані гніздування в інших землях, популяція становить 650-900 гніздових пар |            |
| Зеленяк                             | Grünfink             | Carduelis chloris             | Linnaeus, 1758            | LC          | широко поширений осілий птах, від 1,7 до 2,6 мільйонів пар |            |
| Чечітка гірська                     | Berghänfling         | Linaria flavirostris          | Linnaeus, 1758            | LC          | зимовий гість |            |
| Коноплянка                          | Bluthänfling         | Acanthis cannabina            | Linnaeus, 1758            | LC          | поширений по всій країні, але зникаючий (125 000-235 000 пар) |            |
| Чечітка звичайна                    | Taigabirkenzeisig    | Carduelis flammea             | (Linnaeus, 1758)          | LC          | гніздиться в Альпах від 8500 до 14000 пар, численний зимовий гість |            |
| Чечітка мала                        | Alpenbirkenzeisig    | Carduelis cabaret             | (Müller, 1776)            | LC          | поширений осілий птах в горах |            |
| Чечітка біла                        | Polarbirkenzeisig    | Carduelis hornemanni          | (Holböll, 1843)           | LC          | зимовий гість |            |
| Шишкар сосновий                     | Kiefernkreuzschnabel | Loxia pytyopsittacus          | Borkhausen, 1793          | LC          | залітний |            |
| Шишкар ялиновий                     | Fichtenkreuzschnabel | Loxia curvirostra             | Linnaeus, 1758            | LC          | повсюдно у хвойних лісах |            |
| Шишкар білокрилий                   | Bindenkreuzschnabel  | Loxia leucoptera              | Gmelin, 1789              | LC          | рідкісний мігрант |            |
| Щиглик                              | Stieglitz            | Carduelis carduelis           | Linnaeus, 1758            | LC          | поширений осілий птах |            |
| Чиж цитриновий                      | Zitronenzeisig       | Carduelis citrinella          | (Pallas, 1764)            | LC          | поширений в горах, від 490 до 850 гніздових пар |            |
| Щедрик                              | Girlitz              | Serinus serinus               | Linnaeus, 1766            | LC          | поширений перелітний птах |            |
| Чиж                                 | Erlenzeisig          | Spinus spinus                 | Linnaeus, 1758            | LC          | досить поширений |            |

### Родина Подорожникові (Calcariidae)
| Українська назва                    | Німецька назва | Латинська назва       | Автор таксона  | Статус МСОП | Поширення у Німеччині   | Зображення |
| Ряд: Горобцеподібні (Passeriformes) |                |                       |                |             |                         |            |
| Родина: Calcariidae                 |                |                       |                |             |                         |            |
| Подорожник лапландський             | Spornammer     | Calcarius lapponicus  | Linnaeus, 1758 | LC          | зимує на півночі країни |            |
| Пуночка                             | Schneeammer    | Plectrophenax nivalis | Linnaeus, 1758 | LC          | зимує на півночі країни |            |

### Родина Вівсянкові (Emberizidae)
| Українська назва                    | Німецька назва | Латинська назва        | Автор таксона          | Статус МСОП | Поширення у Німеччині                                                                              | Зображення |
| Ряд: Горобцеподібні (Passeriformes) |                |                        |                        |             | |            |
| Родина: Вівсянкові (Emberizidae)    |                |                        |                        |             | |            |
| Просянка                            | Grauammer      | Emberiza calandra      | Linnaeus, 1758         | LC          | досить поширений                                                                                   |            |
| Вівсянка звичайна                   | Goldammer      | Emberiza citrinella    | Linnaeus, 1758         | LC          | широко поширений осілий птах, близько 2 мільйонів гніздових пар                                    |            |
| Вівсянка білоголова                 | Fichtenammer   | Emberiza leucocephalos | Gmelin, 1771           | LC          | Рідкісний залітний з Сибіру                                                                        |            |
| Вівсянка гірська                    | Zippammer      | Emberiza cia           | Linnaeus, 1766         | LC          | рідкісний у гірських районах                                                                       |            |
| Вівсянка скельна                    | Steinortolan   | Emberiza buchanani     | Blyth, 1844            | LC          | рідкісний бродяга                                                                                  |            |
| Вівсянка сіра                       | Türkenammer    | Emberiza cineracea     | Brehm, 1855            | NT          | рідкісний бродяга                                                                                  |            |
| Вівсянка садова                     | Ortolan        | Emberiza hortulana     | Linnaeus, 1758         | LC          | фрагментарне поширення, 7500-11500 пар                                                             |            |
| Вівсянка сивоголова                 | Grauortolan    | Emberiza caesia        | Cretzschmar, 1827      | LC          | незвичайний бродяга навесні і восени                                                               |            |
| Вівсянка городня                    | Zaunammer      | Emberiza cirlus        | Linnaeus, 1766         | LC          | На півдні Німеччини є невеликі популяції                                                           |            |
| Вівсянка-крихітка                   | Zwergammer     | Emberiza pusilla       | Pallas, 1776           | LC          | рідкісний під час міграцій на Гельголанді                                                          |            |
| Вівсянка-ремез                      | Waldammer      | Emberiza rustica       | Pallas, 1776           | vu          | рідкісний бродяга                                                                                  |            |
| Вівсянка лучна                      | Weidenammer    | Emberiza aureola       | Pallas, 1773           | CR          | рідкісний залітний на Гельголанді                                                                  |            |
| Вівсянка чорноголова                | Kappenammer    | Emberiza melanocephala | Scopoli, 1769          | LC          | залітний з Південної Європи, у 2017 році у поблизу міста Роттенбург-ам-Неккар виявлено гніздування |            |
| Вівсянка рудоголова                 | Braunkopfammer | Emberiza bruniceps     | J. F. von Brandt, 1841 | LC          | рідкісний залітний з Сибіру                                                                        |            |
| Вівсянка сибірська                  | Maskenammer    | Emberiza spodocephala  | Pallas, 1776           | LC          | рідкісний залітний з Сибіру                                                                        |            |
| Вівсянка очеретяна                  | Rohrammer      | Emberiza schoeniclus   | Linnaeus, 1758         | LC          | поширений птах, частково перелітний                                                                |            |

### Родина Піснярові (Parulidae)
| Українська назва                    | Німецька назва        | Латинська назва     | Автор таксона    | Статус МСОП' | Поширення у Німеччина        | Зображення |
| Ряд: Горобцеподібні (Passeriformes) |                       |                     |                  |              |                              |            |
| Родина: Піснярові (Parulidae)       |                       |                     |                  |              |                              |            |
| Пісняр північний                    | Meisenwaldsänger      | Setophaga americana | (Linnaeus, 1758) | LC           | рідкісний залітний з Америки |            |
| Пісняр-лісовик чорногорлий          | Grünmantel-Waldsänger | Setophaga virens    | (Gmelin, 1789)   | LC           | рідкісний залітний з Америки |            |